# República de Weimar
La República de Weimar (en alemán: Weimarer Republik; (pronunciación en alemán: /ˈvaɪ̯maʁɐ ʁepuˈbliːk/ (escucharⓘ))) fue el régimen político (Reich alemán) y, por extensión, el período de la historia de Alemania comprendido entre 1918 y 1933, tras la derrota del país en la Primera Guerra Mundial y el Tratado de Versalles. El nombre «República de Weimar» es un término historiográfico posterior (acuñado por Adolf Hitler en 1929), puesto que el país conservó su nombre de Deutsches Reich («Imperio alemán»). La denominación procede de la ciudad alemana de Weimar, donde se reunió la Asamblea Nacional constituyente y se proclamó la nueva Constitución, que fue aprobada el 31 de julio y entró en vigor el 11 de agosto de 1919. La república tenía un sistema semipresidencial.
Este período, aunque democrático, se caracterizó por la gran inestabilidad política y social, en el que se produjeron golpes de Estado, intentos revolucionarios y fuertes crisis económicas. Toda esta combinación provocó el ascenso de Adolf Hitler y el Partido Nacionalsocialista Obrero Alemán. El 5 de marzo de 1933, los nazis obtuvieron la mayoría en las elecciones al Reichstag, con lo que pudieron aprobar el 23 de marzo la Ley habilitante que, junto al Decreto del Incendio del Reichstag del 28 de febrero y al permitir la aprobación de leyes sin la participación del Parlamento, se considera que significó el final de la República de Weimar. Si bien la Constitución del 14 de agosto de 1919 formalmente no fue derogada hasta el fin de la II Guerra Mundial en 1945, el triunfo de Adolf Hitler y las reformas llevadas a cabo por los nacionalsocialistas (Gleichschaltung) la invalidaron mucho antes, instaurando el denominado Tercer Reich.
Hacia el final de la Primera Guerra Mundial (1914-1918), Alemania estaba agotada y pidió la paz en circunstancias desesperadas. La conciencia de la inminente derrota desencadenó una revolución (la llamada Revolución de Noviembre), la abdicación del káiser Guillermo II, la proclamación de la República de Weimar el 9 de noviembre de 1918 y el cese formal de las hostilidades con los Aliados mediante el Armisticio del 11 de noviembre de 1918. Friedrich Ebert, líder del Partido Socialdemócrata (SPD), fue nombrado canciller y su compañero socialdemócrata Philipp Scheidemann, fue quien, sin autorización superior, proclamó la república alemana desde el balcón del Reichstag. Los socialdemócratas de Ebert obtuvieron una contundente victoria en las elecciones generales del 19 de enero de 1919, las primeras elecciones alemanas en las que las mujeres tuvieron derecho al voto. La Asamblea Nacional Constituyente se reunió en Weimar el 6 de febrero de 1919. El 11 de febrero, la asamblea eligió a Ebert presidente del Reich, y el 12 de febrero, Scheidemann formó un gabinete con el Partido del Centro y el Partido Democrático Alemán (DDP). La nueva Constitución fue promulgada el 11 de agosto de 1919. 
En sus primeros años, la República se vio aquejada de graves problemas, como la hiperinflación o el extremismo político, incluyendo asesinatos políticos y dos intentos de golpe de estado por parte de paramilitares contendientes. En el ámbito internacional, sufrió aislamiento, una posición diplomática reducida y relaciones conflictivas con las grandes potencias. Para 1924, se restableció una gran estabilidad monetaria y política, y la república disfrutó de una relativa prosperidad durante los cinco años siguientes. Este período, a veces conocido como los Dorados Años Veinte (en alemán: Goldene Zwanziger), se caracterizó por un importante florecimiento cultural, progreso social y una mejora gradual de las relaciones exteriores. En virtud de los Tratados de Locarno de 1925, Alemania progresó hacia la normalización de las relaciones con sus vecinos, reconociendo la mayoría de los cambios territoriales establecidos en el Tratado de Versalles de 1919 y comprometiéndose a no entrar en guerra jamás. Al año siguiente, se unió a la Sociedad de las Naciones, lo que marcó su reintegración a la comunidad internacional. Sin embargo, especialmente en la derecha política, persistía un fuerte y generalizado resentimiento contra el tratado y contra quienes lo habían firmado y apoyado.
La Gran Depresión de octubre de 1929 afectó gravemente el precario progreso de Alemania; el alto desempleo y la subsiguiente inestabilidad social y política provocaron el colapso de la gran coalición del canciller Hermann Müller y el inicio de los gabinetes presidenciales (en alemán: Präsidialkabinette), una sucesión de gobiernos cuya legitimidad provenía exclusivamente de decretos presidenciales de emergencia. A partir de marzo de 1930, el presidente Paul von Hindenburg utilizó poderes de emergencia para respaldar a los cancilleres Heinrich Brüning, Franz von Papen y el general Kurt von Schleicher. La Gran Depresión, exacerbada por la política deflacionaria de Brüning, provocó un aumento repentino del desempleo.  El 30 de enero de 1933, Hindenburg nombró a Adolf Hitler canciller para liderar un gobierno de coalición; su Partido Nazi ocupaba dos de los diez escaños del gabinete. Von Papen, como vicecanciller y confidente de Hindenburg, debía servir como la eminencia gris que mantendría a Hitler bajo control; estas intenciones subestimaron gravemente las habilidades políticas de Hitler. Para finales de marzo de 1933, el Decreto del Incendio del Reichstag y la Ley Habilitante de 1933 se utilizaron en el supuesto estado de emergencia para otorgar al nuevo Canciller amplios poderes para actuar al margen del control parlamentario. Hitler utilizó rápidamente estos poderes para boicotear el gobierno constitucional y suspender las libertades civiles, lo que provocó el rápido colapso de la democracia a nivel federal y estatal, y la instauración de una dictadura unipartidista bajo su liderazgo.
Hasta el final de la Segunda Guerra Mundial en Europa en 1945, los nazis gobernaron Alemania bajo el pretexto de que todas las medidas y leyes extraordinarias que implementaron eran constitucionales; de hecho, nunca se intentó reemplazar ni modificar sustancialmente la Constitución de Weimar. Sin embargo, la toma del poder por parte de Hitler (Machtergreifung) puso fin a la república, reemplazando su marco constitucional por el Führerprinzip, el principio de que «la palabra del Führer está por encima de toda ley escrita».

## Establecimiento de la República (1918-1919)

### La Revolución de Noviembre
En los últimos meses de la Primera Guerra Mundial, Alemania se encontraba al borde del colapso militar y económico. Ante la ofensiva final de los Aliados, el 14 de agosto de 1918, el Alto Mando alemán se reunió en su cuartel general de Spa y reconoció la inutilidad de seguir la guerra. No quería que los aliados pudieran descubrir el estado real de sus fuerzas, y menos aún verse en la imposibilidad de detener su avance. Esperaban salvar al ejército, que no el régimen, negociando, cuando este se encontraba aún a cien kilómetros de París. El 27 de septiembre Paul von Hindenburg y Erich Ludendorff informaron al gobierno imperial y pidieron el armisticio inmediato sobre la base de los famosos 14 puntos de Wilson. Los políticos comprendieron de inmediato que la guerra estaba perdida y que los militares habían intentado ocultarlo. En pocos días se organizó un nuevo gobierno parlamentario, y el recién nombrado canciller, el príncipe Maximiliano de Baden, conocido liberal y pacifista, procedió a negociar la paz. Woodrow Wilson, de espaldas a sus aliados, exigía ante todo la transformación de las instituciones políticas y militares del Reich. El ejército se opuso, y Ludendorff dimitió de manera estrepitosa, alimentando el mito de la «traición» de los civiles para ganarse a la opinión pública. Por su parte, los socialistas instalados en el poder esperaban la abdicación del káiser Guillermo II de Alemania para hacerse con el control, si bien sus líderes hicieron esfuerzos desesperados para conservar la forma imperial del Estado. La situación se vio entonces súbitamente interrumpida por los sucesos de Kiel.
Mientras que las tropas y la población, agotadas y desesperanzadas, esperaban el armisticio, en Kiel, el Alto Mando de la Marina (Marineleitung) al mando del almirante Reinhard Scheer quería cruzar el fuego por última vez con la Marina Real Británica, por lo que anunció a la Flota de Alta Mar (Hochseeflotte) de la Marina Imperial que debía zarpar. Los preparativos para hacerse a la mar causaron enseguida un motín en Wilhelmshaven, donde la flota alemana había echado el ancla en espera del ataque. Los marineros amotinados se negaban a entablar una batalla nada más que por el honor. El Alto Mando de la Marina decidió suspender el ataque y ordenó el retorno a Kiel para procesar a los amotinados en una corte marcial. Los marineros restantes querían evitar el proceso, porque los amotinados también habían actuado en su interés. Una delegación sindical solicitó su liberación, pero fue rechazada por el Alto Mando de la Marina. Al día siguiente, la casa sindical fue cerrada, y el 3 de noviembre las concentraciones de protesta fueron reprimidas a tiro limpio, causando la muerte de nueve personas. Cuando un marino respondió al fuego y mató a un oficial, la manifestación se convirtió en revuelta general.
La mañana del 4 de noviembre, los marineros eligieron un consejo de soldados, desarmaron a sus oficiales, ocuparon los barcos, liberaron a los presos amotinados y tomaron el control de la base naval de Kiel. A los marineros se unieron trabajadores civiles, en especial los metalúrgicos. Tras fundirse en un consejo de obreros y soldados, similar a un sóviet, asaltaron los cuarteles y se apoderaron de la ciudad al son de La Internacional, reivindicando la mejora de la alimentación, el abandono del proyecto de ofensiva de la flota, la liberación de los detenidos, el sufragio universal y la abdicación del emperador. Por la tarde se les unieron soldados del ejército que el comando local había hecho traer para sofocar la revuelta. De este modo Kiel estaba firmemente en manos de 40 000 marineros, soldados y trabajadores insurrectos. La noche del 4 de noviembre, el diputado del Partido Socialdemócrata de Alemania (SPD) Gustav Noske llegó a Kiel en representación de la dirección del SPD y del nuevo gobierno del Reich, para controlar la revuelta y evitar una revolución. El consejo de la ciudad creía estar de parte del nuevo gobierno y contar con su apoyo. Por esto nombró a Noske «gobernador» esa misma noche y este efectivamente terminó la revolución en Kiel al día siguiente.
Entretanto, el motín de Kiel había encendido la revolución en el resto de Alemania. Los cuarteles se levantaron contra la oficialidad y los mandos fueron relevados de sus funciones. Las huelgas de solidaridad extendieron la insurrección de la costa a las ciudades, y de las ciudades al interior. En Brunswick los marinos recién llegados se unieron a los obreros, obligaron al Gran Duque a abdicar y proclamaron la República Socialista de Brunswick. El proceso de huelga, motín, asalto a las cárceles y proclamación de consejos de obreros y soldados se repitió en todas las ciudades del país. Pero, a diferencia de los soviets rusos, estos Ratebewegungen emanaban más de la voluntad de los soldados que de la de los trabajadores. El 6 de noviembre, sabiendo que Guillermo II no podría conservar su trono, Maximilian von Baden le urgió para que abdicara en el Kronprinz, y salvar así la Monarquía, sin éxito. En Múnich, el 7 de noviembre huyó el rey Luis III de Baviera, y al día siguiente se constituyó un consejo de soldados, obreros y campesinos dirigido por Kurt Eisner, socialista independiente, que proclamó la República de Baviera. El 9 de noviembre la revolución llegó a Berlín, y en pocas horas el Reich llegaba a su fin cuando el canciller Maximilian von Baden anunció la abdicación del Kaiser y el Kronprinz y nombró sucesor suyo al socialdemócrata Friedrich Ebert. Sin la menor resistencia, los príncipes gobernantes de los demás estados alemanes abdicaron y ese mismo día dos repúblicas fueron proclamadas: Philipp Scheidemann, exministro imperial, proclamó la República desde el Reichstag, y dos horas después Karl Liebknecht (líder junto a Rosa Luxemburgo de la Liga Espartaquista) apareció en el Palacio Real de Berlín y anunció la República Libre y Socialista Alemana.

### Los partidos políticos

Evolución de los partidos políticos en las elecciones federales de la República de Weimar.

La toma del poder por las masas tuvo como consecuencia inmediata el hecho de que Alemania entregara el poder político al socialismo. En noviembre de 1918 la gran mayoría del país estaba sinceramente dispuesta a apoyar a un gobierno democrático. Como a los socialdemócratas se les consideraba demócratas, y eran el partido parlamentario más numeroso, había casi una absoluta unanimidad para confiarles la dirección y formación del futuro sistema de gobierno. Sin embargo, los socialdemócratas se habían escindido; relevantes marxistas rechazaron la democracia y se manifestaron partidarios de la dictadura del proletariado. Aparecieron así tres corrientes socialistas:
1. La socialdemocracia (SPD): con un 35 % de los escaños del Reichstag en las elecciones de 1912, era la principal representante de la sociedad alemana. Asimismo, gozaba de un extraordinario predicamento entre las clases populares por su antigüedad, organización y número de afilados. Obedientes del régimen imperial, con la caída de este se proponía sustituir la Alemania militarista y feudal por una democracia parlamentaria, restaurar las libertades cívicas y los derechos del hombre (suspendidos en el curso de la guerra) y aumentar el programa de medidas de la sozialpolitik (política de bienestar social) preexistente. Los socialdemócratas rechazaban completamente el modelo bolchevique de revolución armada y dictadura del proletariado, y potenciaron la colaboración con otras fuerzas políticas para democratizar las instituciones.[12]
2. Los socialistas independientes (USPD): aparecieron en 1917 sin una formulación programática clara, como oposición al continuismo que la SPD hacía del gobierno imperial en la guerra. Partidarios de la restauración de la unidad socialista, defendían tanto el parlamentarismo como los consejos revolucionarios, en la creencia de que estos últimos debían supervisar al primero. Compartían el deseo del SPD de potenciar la política social, y abogaban por la socialización de la economía a través de la nacionalización parcial de determinados sectores económicos, como parte de las finanzas y la industria pesada, pero manteniendo el comercio interno y externo en manos privadas. Rechazaban la colectivización de la tierra, pero proponían una redistribución en favor de los pequeños agricultores. Se oponían a las autoridades burguesas y rechazaban el burocratismo de las instituciones y los sindicatos, en contra de la SPD.[13]
3. La Liga Espartaquista: en un principio parte de la USPD, se transformó en un partido revolucionario. Rechazaban el revisionismo socialdemócrata y consideraban los acontecimientos de noviembre una etapa en el objetivo final de la revolución socialista y la dictadura del proletariado. Consideraban la revolución bolchevique un ejemplo a seguir, con ciertos ajustes y la corrección de los errores de Lenin con respecto al mantenimiento de las libertades individuales. Creían que los proletarios debían tomar el control de las instituciones burguesas y suplantarlas con sus propios órganos representativos, exclusivamente formados por miembros de su partido, para alcanzar una verdadera democracia, sin que el terror y la represión entraran en principio en sus fines. Sus 24 proposiciones para la protección de la revolución incluían el desarme del ejército y la policía, la supresión del régimen parlamentario y la socialización de la economía a través de la confiscación de grandes fortunas, bancos, propiedades y fábricas, de los transportes y los medios de comunicación y el dirigismo de la producción. Independientemente de todo ello, vistos con perspectiva, sus esfuerzos estaban condenados al fracaso dado su escaso número y al efecto negativo que la Revolución rusa había producido en la opinión pública, asimilándose los horrores soviéticos a los espartaquistas.[14][15]

Los socialdemócratas se aliaron con los independientes y se hicieron hueco en los organismos de la Revolución de Noviembre, articulando una bicefalia entre los representantes políticos y los de los consejos populares. El 10 de noviembre, seis comisarios del pueblo (3 socialdemócratas y 3 independientes) formaron el Gobierno Provisional. Al día siguiente firmaron el Armisticio de Compiégne, basándose en los 14 puntos de Wilson, y el 12 promulgaron un programa de actuación política económica de cara a la reconstrucción nacional. Se creó un Consejo Ejecutivo Provisional completamente dominado por los socialdemócratas, como vínculo entre el gobierno provisional y los consejos. Este Consejo no duda en ratificar la actuación del gobierno, y hace oídos sordos a los espartaquistas. Los Consejos habían perdido su utilidad para un gobierno cuya mayor preocupación era precisamente evitar una Revolución, limitándose al cambio pacífico del canciller y la forma del Estado. Finalmente, el Congreso Panalemán de Consejos reunido en Berlín del 16 al 20 de diciembre apoyó mayoritariamente las tesis socialdemócratas, por lo que se disolvió y confió el destino de la República a la convocatoria de elecciones para una Asamblea Nacional Constituyente. Con ello la Revolución terminó antes de empezar, y las clases populares quedaron marginadas de la política. Esta renuncia voluntaria al poder provocó el estupor y la acción desesperada de la Liga Espartaquista, rechazada por la mayor parte de la población, que no había obtenido más que 10 delegados de un total de 489 en el mencionado Congreso.
Para consolidarse, la recién nacida República logró el acuerdo entre sindicatos y patronales (15 de noviembre), tranquilizando así a la burguesía. Los trabajadores obtuvieron garantías como la jornada de ocho horas sin disminución de salarios, la renuncia de los patronos a emprender acciones contra los sindicatos y la reglamentación del trabajo con convenios colectivos. Por su parte, los industriales conjuraron el peligro de la revolución y la socialización de la economía, defendidos por los espartaquistas. De igual modo, se llegó a un acuerdo con el ejército monárquico para crear un gobierno de orden y combatir la amenaza bolchevique. Por su parte, la vieja clase política imperial se había adaptado a -aunque generalmente no aceptado- la nueva legalidad en la forma de nuevos partidos de derechas, los llamados populares: los conservadores antirrepublicanos y pangermanistas en el Deutsche Nationalen Volkspartei (DNVP), mientras que los liberales se escindieron en el derechista Deutsche Volkspartei (DVP) y el izquierdista Deutsche Demokratische Partei (DDP). Tan sólo el católico y centrista Zentrumspartei (ZP) conservó su denominación anterior. Los partidos de la derecha no liberal estaban a su vez influidos por las percepciones del llamado Movimiento Revolucionario Conservador.

### El Levantamiento Espartaquista (Der Spartakusaufstand)

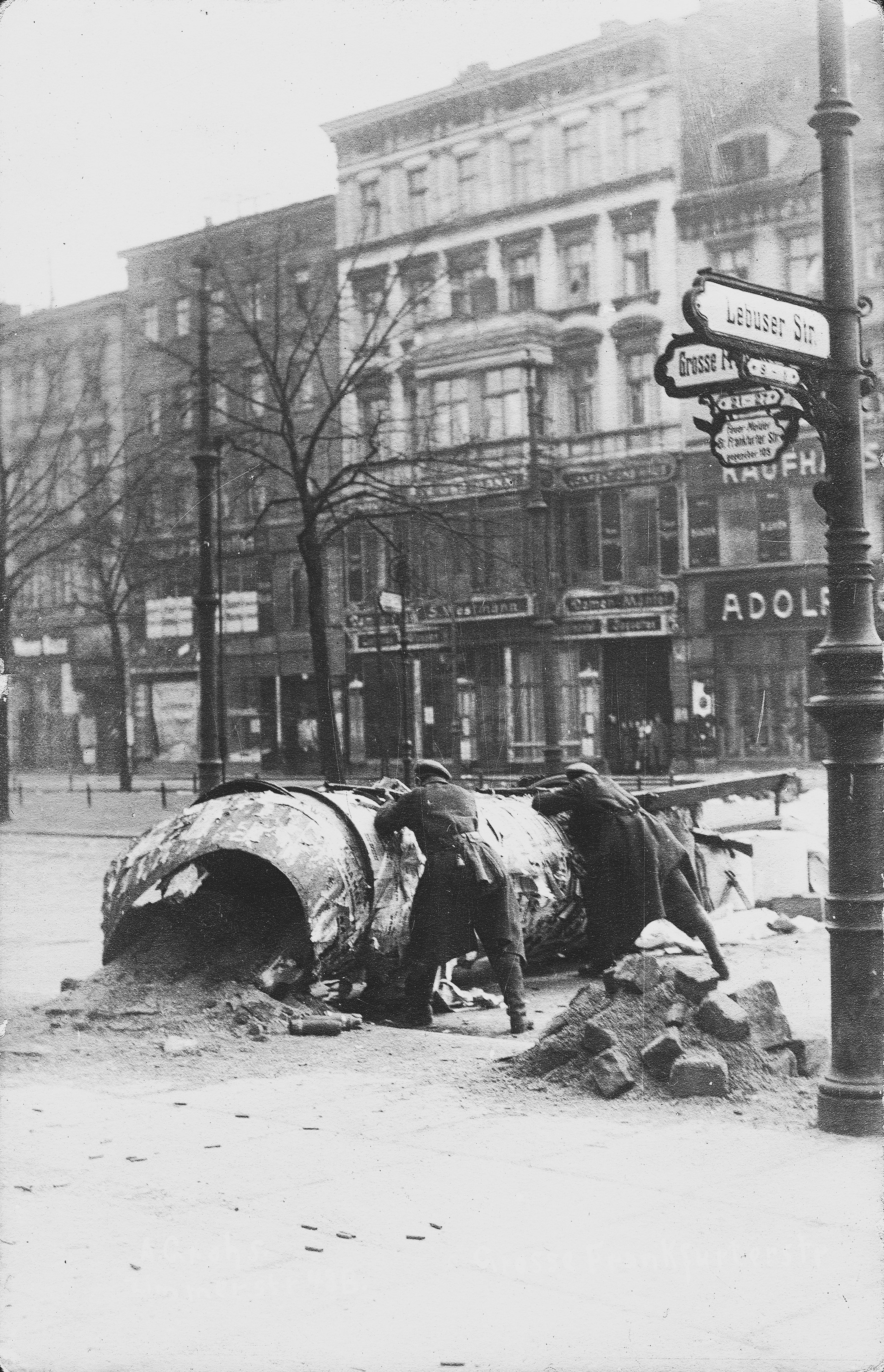
Revolucionarios en una barricada en las calles de Berlín durante el levantamiento

Entre la decisión de transferir el poder a una Asamblea Constituyente, y la fecha de su real aplicación, el 19 de enero, tuvo lugar la última fase de la Novemberrevolution. Los socialistas independientes pronto fueron dejados de lado, precisamente por su carácter conciliador, tachados de traidores por los espartaquistas y de aliados poco sinceros por los socialdemócratas. Aliados con el ejército, los socialdemócratas giraron hacia posturas más moderadas y procedieron a la disolución de los consejos, el restablecimiento de la autoridad de mando de los oficiales y la requisición de las armas en poder de los civiles.

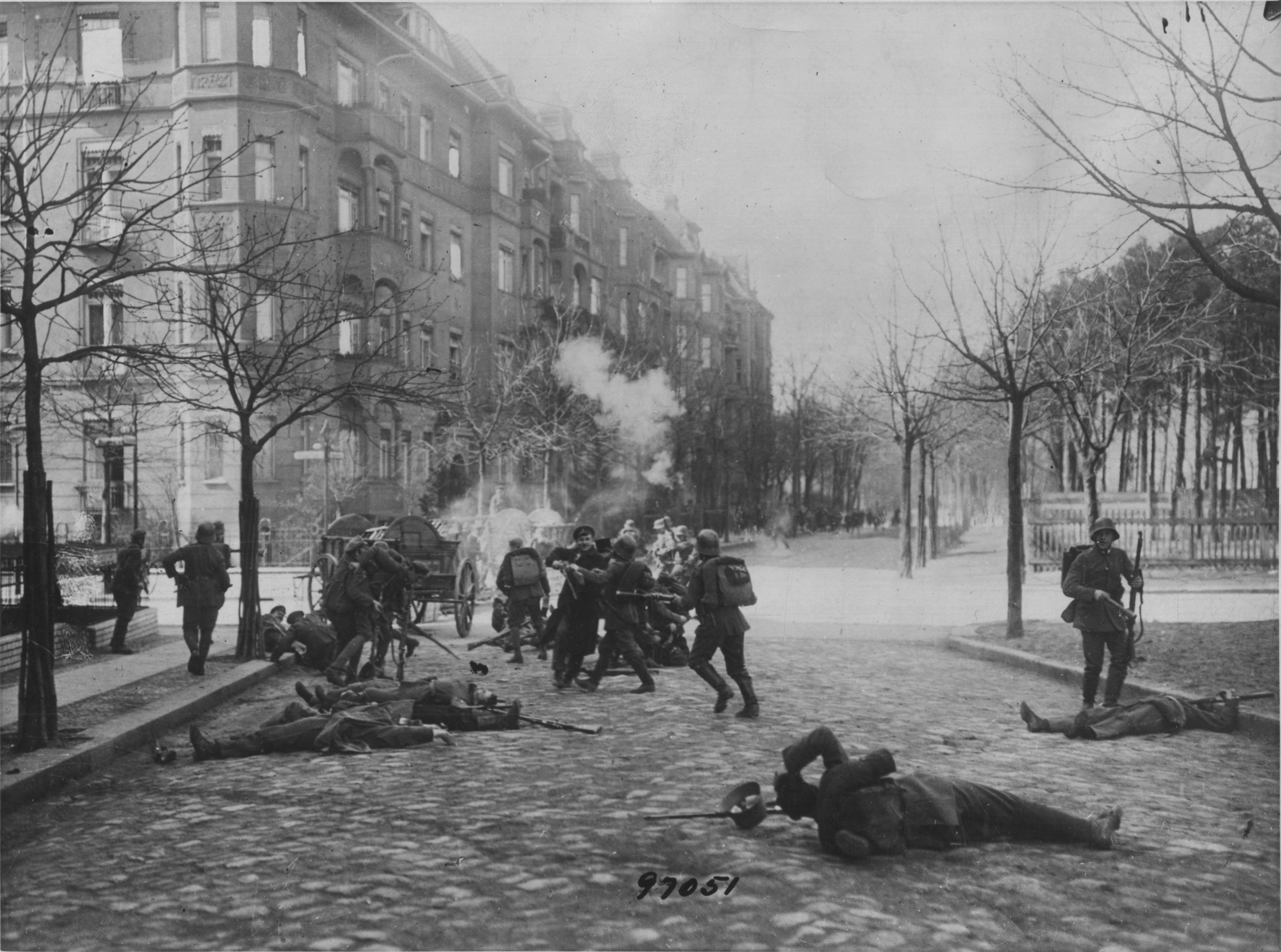
Combates en Berlín entre revolucionarios y fuerzas gubernamentales

Por su parte, los espartaquistas se radicalizaron cada vez más, en la esperanza de detener la contrarrevolución. Deseosos de enfatizar su preferencia por el modelo soviético, el 30 de diciembre de 1918 los espartaquistas fundaron el KPD (Kommunistische Partei Deutschlands o Partido Comunista Alemán), renunciando a participar en las elecciones del 19 de enero y marcándose metas revolucionarias. La misma idea de la democracia se hizo sospechosa. Para muchos alemanes el término fue desde entonces sinónimo de fraude, hecho que posteriormente daría alas al nazismo.
Los nacionalistas se dieron rápidamente cuenta del cambio de mentalidad y se aprovecharon de la ocasión. Si unas semanas antes se habían sentido desesperados, ahora sabían cómo volver al poder. Acuñaron la leyenda de la «puñalada por la espalda», que les devolvió la confianza en sí mismos y el apoyo popular. Pero su primer objetivo fue impedir el establecimiento de un Estado socialista. Para ello, un partido esencialmente antidemocrático como el DVNP presentó al electorado, por razones puramente tácticas, un programa liberal y democrático. Apoyando el régimen parlamentario en el corto plazo, se proponían acabar con él más tarde.

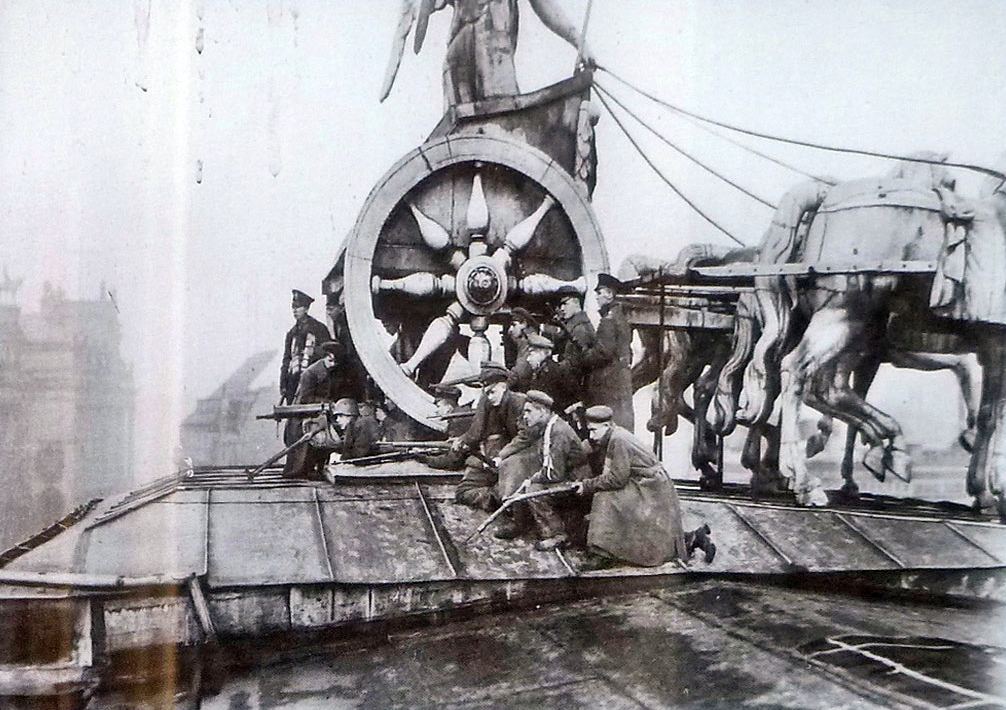
Soldados sobre la Puerta de Brandeburgo en enero de 1919

Por su parte, los comunistas confiaban en conquistar el poder por la fuerza, con ayuda de los bolcheviques de Rusia o sin ella. En la Navidad de 1918 estalló en Berlín un conflicto entre el gobierno provisional y una belicosa tropa comunista, la «División de Marineros del Pueblo» (Volksmarinedivision), que se opuso al gobierno vigente y se atrincheró en el Palacio Real de Berlín, llegando a sitiar al canciller Friedrich Ebert en su despacho. Este, presa del pánico, pidió ayuda a una compañía de caballería desmontada de la antigua Guardia Real, mandada por un general aristocrático, que estaba a las afueras de la capital en espera de ser disuelta. Hubo un combate favorable a la Guardia, pero el gobierno les ordenó retirarse, ya que desconfiaba de ellos y no quería luchar contra sus propios camaradas. Esta escaramuza convenció a los socialistas independientes de que era imposible evitar el triunfo del comunismo, y para no perder popularidad ni llegar demasiado tarde a participar en el inminente gobierno comunista, retiraron a sus tres comisarios, con lo que el SPD quedó en exclusiva a cargo del gobierno, lo que acrecentó su inclinación hacia posturas moderadas.

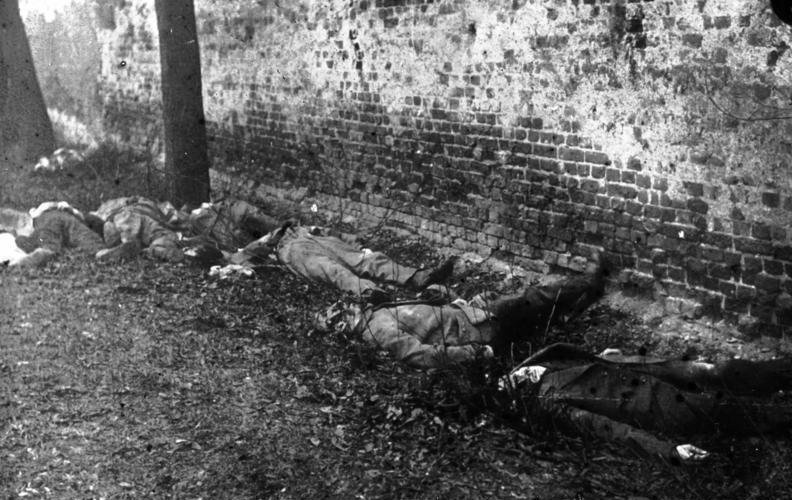
Revolucionarios muertos tras su ejecución sumaria por las tropas gubernamentales, marzo de 1919

El 4 de enero de 1919 el socialista independiente Emil Eichhorn cesó como jefe de policía, y ello sirvió de pretexto para la huelga general, que el 6 paralizó Berlín y se convirtió en una tentativa de insurrección; comunistas y socialistas independientes iniciaron la batalla en las calles de Berlín y llegaron a dominar el centro de la capital. El USPD y el KPD formaron un «comité de gobierno» débil e indeciso sobre el rumbo a tomar, y el movimiento se extendió a Baviera, Bremen, Hamburgo, Sajonia, Magdeburgo y Sarre. El líder espartaquista Karl Liebknecht abogaba por derribar cuanto antes el gobierno de Ebert, contra la opinión de Rosa Luxemburgo (quien temía aún la fuerza de los elementos derechistas que dominaban el ejército) y, tras el fracaso de las conversaciones con el gobierno, Liebknecht llamó a los obreros a tomar las armas y sublevarse.
La situación era desesperada para el gobierno de Ebert cuando apareció una ayuda inesperada, al decidir el ministro de defensa Gustav Noske echar mano de los Freikorps (organizaciones paramilitares antirrepublicanas, integradas por antiguos soldados) para acabar con el levantamiento. Entre el 8 y el 13 de enero los Freikorps, bien armados y mejor disciplinados, reconquistaron fácilmente la capital y asesinaron a cientos de revolucionarios de izquierda, incluyendo a Liebknecht y Luxemburgo. Curiosamente, entre quienes aportaron enormes sumas de dinero para pagar la manutención y transporte de los Freikorps estuvo, entre otros, el liberal izquierdista Walther Rathenau, posteriormente asesinado por estos mismos.
Por otra parte, por estas fechas (5 de enero de 1919) se constituyó el Partido Obrero Alemán. Fundado por Anton Drexler y Karl Harrer, fue en sus inicios un partido pequeño de ideas contradictorias, hasta que un veterano de guerra llamado Adolf Hitler se les unió en octubre de 1919, asumiendo la dirección del movimiento un poco más tarde hasta convertirlo en el Partido Nacional Socialista Alemán de los Trabajadores.
La victoria del gobierno no puso fin a la guerra civil, que aún duró varios meses en varias provincias, con la eliminación de islotes revolucionarios en Bremen y el Ruhr. Con todo, pudieron celebrarse las elecciones, las sesiones de la asamblea constituyente y la proclamación de la Constitución de Weimar. Hubo una participación del 83,0 %, en las elecciones y el SPD obtuvo el 37,9 % de los votos y 165 escaños, seguido del ZP (19,7 % y 91 esc.), el DDP (18,6 % y 75 y esc.), el DVNP (10,3 % y 44 esc.), el USPD (7,8 % y 33 esc.) y el liberal DVP de Gustav Stresemann (4,4 % y 19 escaños). Pese a obtener mayoría, el SPD se vio obligado a pactar con los partidos de centro para poder gobernar. Se formó así la llamada Coalición de Weimar, y Ebert fue elegido presidente de la República, por 277 votos a favor, 51 en contra y 51 abstenciones; Scheidemann fue nombrado jefe de Gobierno.
Paradójicamente, el régimen republicano debió su existencia a las fuerzas paramilitares y antidemocráticas de una derecha nacionalista, radicalmente opuesta al parlamentarismo, que esperaba la oportunidad de ponerle fin. Los marxistas no comunistas reprocharon severamente a Ebert, Noske y otros dirigentes socialdemócratas su colaboración con los nacionalistas vencedores de los espartaquistas. En efecto, a través de esta estrategia, el régimen republicano había evitado la instauración de un estado comunista que copiara el modelo bolchevique, sin embargo, el costo político fue que los socialdemócratas quedaron públicamente desacreditados.
Los socialdemócratas consiguieron formar gobierno en Prusia y otros länder únicamente gracias al apoyo de los nacionalistas, del ejército imperial convertido en Reichswehr y de los Freikorps, y desde entonces estuvieron a merced de la derecha, cuyo poder iba mucho más allá de lo meramente parlamentario. Las dos grandes facciones en liza, ultranacionalistas y comunistas, consideraban a la República únicamente como un campo de batalla de su lucha por el poder. Pero en esta lucha extraparlamentaria, mientras que los primeros podían actuar libremente y conocían por experiencia los resortes del poder, los segundos no, y ello determinó la victoria ultranacionalista. No había entre esos dos partidos «dictatoriales» un tercero que defendiera el capitalismo y la democracia representativa. La única alternativa al nacionalismo y el socialismo beligerantes hubiera sido el liberalismo, pero el único partido que hubiera podido cambiar la situación, el monárquico y librecambista DVP de Gustav Stresemann, carecía de la base social y la representación parlamentaria necesarias. Ni los socialdemócratas, ni el centro católico eran los adecuados para adoptar la democracia representativa, a la que calificaban de plutocrática, y el republicanismo tildado de burgués, y no estaban dispuestos a renunciar al estatismo y la sozialpolitik. Tras la experiencia de la guerra, las masas percibían que la autarquía propugnada por todos ellos era fatal para la economía, y que los únicos que tenían una idea de cómo afrontarla eran los partidos nacionalistas de extrema derecha (aunque fuera con la doctrina expansionista del lebensraum).

### La crisis de Baviera

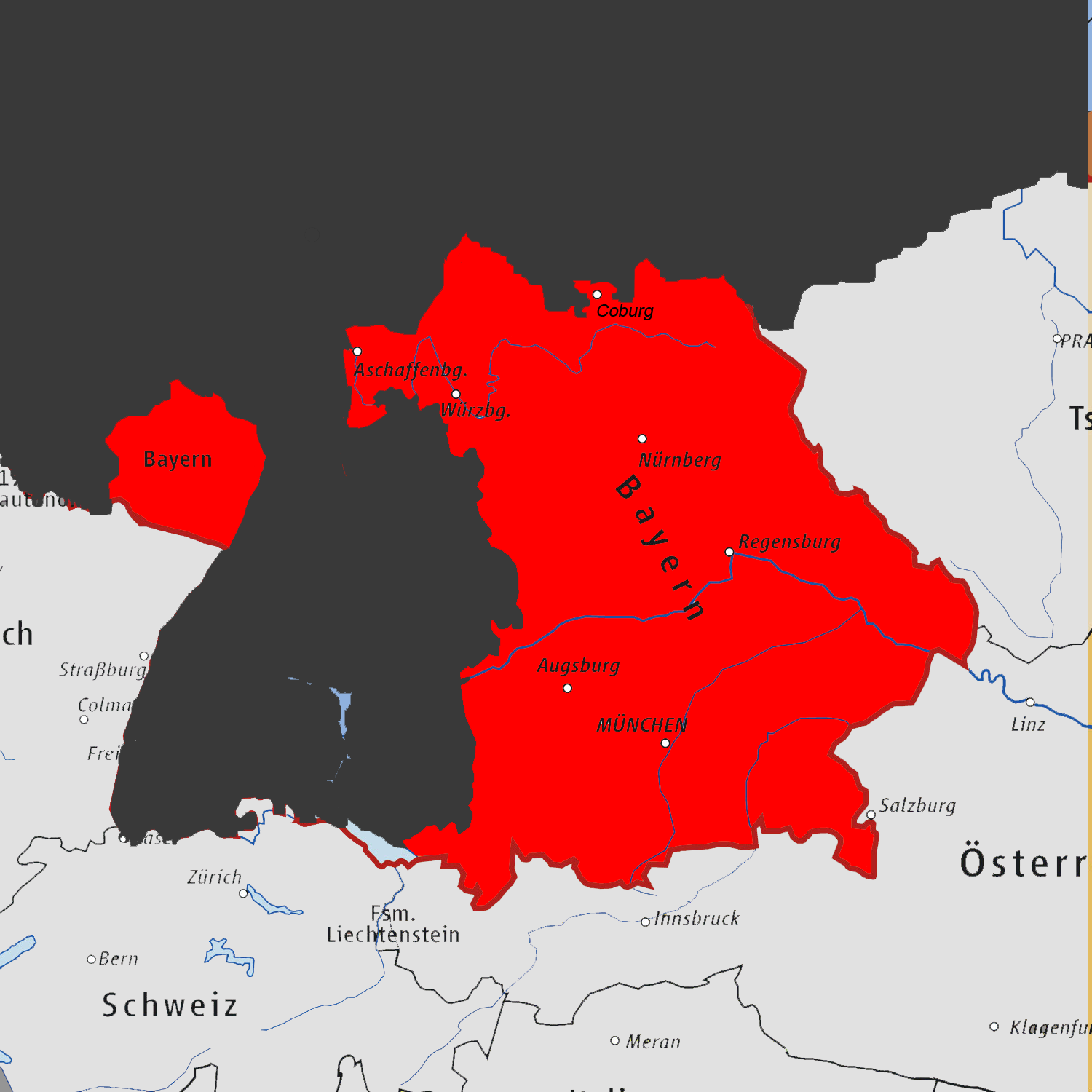
Territorios de la declarada República Soviética de Baviera

A partir de la reunión de la Asamblea nacional de Weimar, Kurt Eisner se había convertido en campeón de los länder frente al centralismo de Berlín. Su asesinato el 21 de febrero a manos de un extremista de derechas (el conde Arco-Valley) tuvo gran repercusión en Múnich, donde el consejismo mantenía aún la vigencia perdida en Berlín. La situación degeneró rápidamente. La conservadora dieta bávara (Landtag) fue absolutamente marginada por los Consejos, que se radicalizaron rápidamente, proclamando al fin, a instancias de la Rusia de Lenin y la Hungría de Béla Kun, una República Consejista Bávara (7 de abril) de clara inspiración anarquista. Ésta rechazó el parlamentarismo e intentó acometer la revolución social, pero fue un completo fracaso. Los Consejos habían perdido todo contacto con las masas y la realidad social, y ni siquiera el nuevo partido comunista apoyaba su línea política. Fueron los propios comunistas quienes se acabaron alzando contra la República de Baviera en un intento de salvarla, pero pronto se organizó la contrarrevolución, dirigida por el primer ministro del SPD, Hoffmann, que en dos semanas aplastó totalmente la Revolución (finales de abril-principios de mayo de 1919). Las ejecuciones se contaron por centenares, y a partir de este momento, Múnich se convirtió en la capital conservadora, contrarrevolucionaria y antirrepublicana, permitiendo durante muchos años las actividades de los nacionalistas más exaltados, como Hitler y Ludendorff. Cuando, cediendo a la presión de los Aliados, el gobierno promulgó una ley sobre la entrega de armas en poder de los particulares, Baviera se resistió, negándose a desarmar a las milicias contrarrevolucionarias, lo que provocó una crisis que duró de agosto de 1920 hasta 1921.

### La Constitución de Weimar

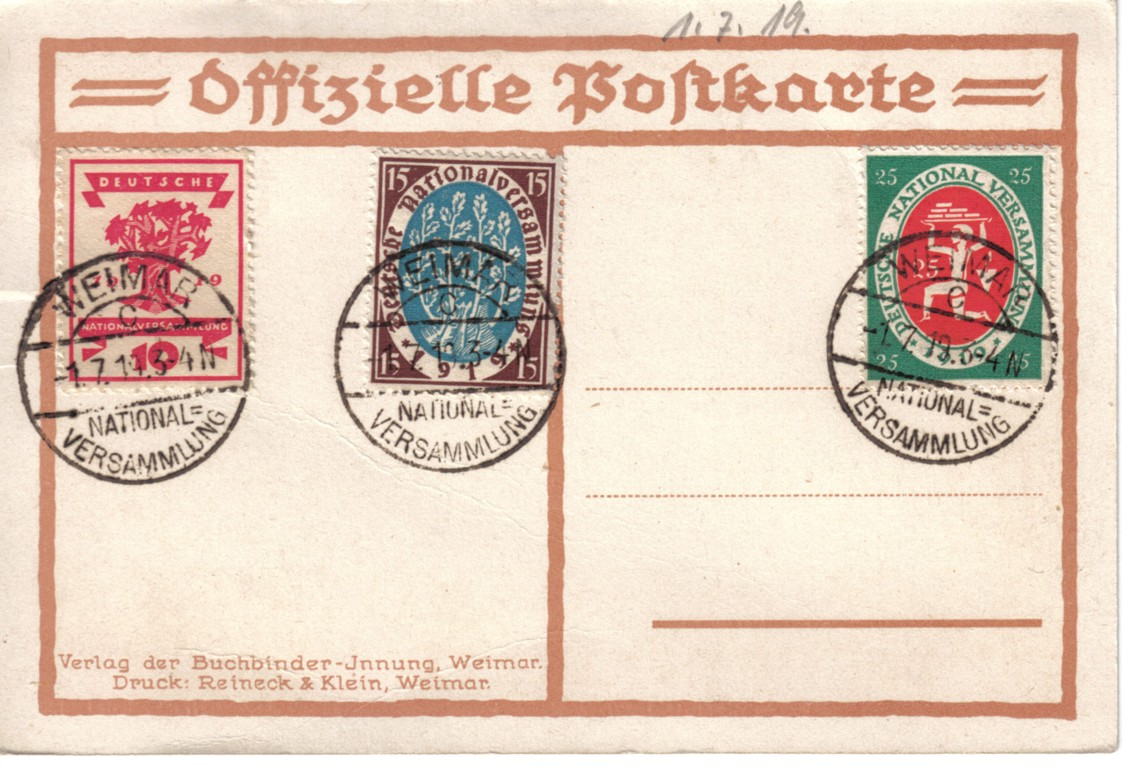
Postal oficial de la Asamblea Constituyente de Weimar.

La Constitución, compuesta por 181 artículos, se discutió entre febrero y julio, y fue aprobada el 31 de julio de 1919 por 262 votos a favor y 72 en contra (socialistas independientes, liberales y nacionales). Rebosaba por sus cuatro costados el espíritu de concordia y mutuo entendimiento, y como tal, la indefinición y ambigüedad. En Weimar no se instauró un Estado nuevo, sino que simplemente se dio al Deutsche Reich (que incluso conservó tal denominación) una nueva forma, la republicana. El pueblo experimentó la decepción de la imposición de una Constitución en la que no participó. Se hizo a la idea de que, en definitiva, la República había suplantado al Imperio sin que sus principios de gobierno diferieran. No obstante lo cual, la de Weimar fue una república democrática avanzada. A la cabeza de este Estado federal y parlamentario, se colocó un presidente elegido por sufragio directo para un mandato de siete años, dotado de fuerte autoridad y del derecho de disolución del Parlamento, lo que recuerda las atribuciones del antiguo emperador y las limitaciones del parlamentarismo bismarckiano. El Parlamento estaba constituido por una cámara electiva, el Reichstag, y otra territorial, el Reichsrat. El canciller, nombrado por el presidente, asumía el poder ejecutivo. La nueva Constitución consagraba el sufragio proporcional (y la consiguiente fragmentación de las cámaras), los poderes de emergencia de los que disponía el presidente y el recurso al plebiscito: por una parte, la posibilidad para el presidente de someter un texto legislativo al pueblo, en caso de desacuerdo con el Reichstag; por otra parte, la posibilidad para 1/10 de los electores de formular un proyecto de ley para someterlo al pueblo, o la facultad de diferir la promulgación de una ley si 1/3 del Reichstag y 1/20 de electores lo pidiesen.
La unidad triunfó sobre los particularismos locales (Reichsrechtbricht Landrecht), pero al igual que en la época de Bismarck, también en la República de Weimar los principales poderes de la administración civil eran ejercidos por los gobiernos de los Estados que lo formaban en lugar del gobierno del Reich. Prusia era el Estado más extenso y más rico, el de población más numerosa, y su predominio aplastante en el Reichsrat: gobernar Prusia era gobernar el Reich, sin necesidad de tener en cuenta a los demás estados.
Asimismo, el adjetivo «social» apareció por vez primera en la Constitución de Weimar, proclamando que el Estado busca además de la democracia, elemento de las constituciones liberales escritas hasta entonces, la justicia social.
En ocasiones se ha achacado a las deficiencias de esta Constitución los yerros de la República y su caída. No obstante, distintos autores señalan que ninguna Constitución democrática hubiera podido hacer frente a la falta de apoyo popular al régimen, que desembocó en su crisis final y el ascenso nazi. Añaden que la constitución weimariana funcionó notablemente bien durante el gobierno de Stresemann, entre 1924 y 1929.

### Una socialización abortada
Los socialdemócratas habían puesto a la cabeza de sus programas la socialización de los medios de producción (Vergesellschaftung). Las nacionalizaciones y el «socialismo» aplicado durante la guerra (Zwangswirtschaft o planificación centralizada) habían sido, sin embargo, muy beneficiosas para algunos empresarios capitalistas aliados del gobierno del Reich y muy perjudiciales para la producción y los intereses de los trabajadores, debido a lo cual eran extremadamente impopulares. Los socialdemócratas abordaron la cuestión con demagogia: atacaron el socialismo de guerra como la peor clase de abuso y explotación capitalista, pero fueron incapaces de establecer diferencias reales entre sus proyectos y el Zwangswirtschaft, rechazando además los instrumentos de nacionalización, ya como revolucionarios, ya como burgueses. Según el famoso economista e historiador liberal, Ludwig von Mises, estas contradicciones e incoherencias determinaron la quiebra de la socialdemocracia alemana.
Con la caída del régimen imperial, los empresarios, desafiando la planificación central, habían reanudado la producción para exportar con objeto de comprar víveres y materias primas en los países neutrales y en los Balcanes. Los empresarios triunfaron en sus esfuerzos y dijeron haber salvado a Alemania del hambre y la miseria. Sus coetáneos los tacharon de aprovechados, pero se alegraron de poder adquirir al fin artículos muy necesarios. Los parados volvieron a encontrar trabajo, y Alemania inició la vuelta a la normalidad. Por su parte, a los trabajadores alemanes de todo tipo no les importaba gran cosa la socialización. Daban más importancia a la subida de salarios, a las ayudas al desempleo y a la reducción del horario laboral. Los consejos obreros, vistos con recelo por las instituciones y los líderes sindicales, perdieron toda su sustancia revolucionaria y su papel político por el artículo 165 de la Constitución y la ley de Consejos de Fábrica del 4 de febrero de 1920.
El intento de reforma agraria, tímido y lleno de contradicciones, no supuso un cambio sustancial de las condiciones de vida de los agricultores ni de la estructura de propiedad. Según las estimaciones de 1922, apenas el 2 % de la propiedad territorial afectada por la ley había sido redistribuida, situación que no mejoraría con el transcurso de los años.

### Las bandas armadas y el ejército
La revolución de noviembre provocó la aparición de los Freikorps (compañías libres) y las Wehrorganisationen (organizaciones de defensa), bandas armadas dirigidas por aventureros, un fenómeno que no se veía en Alemania desde la Guerra de los Treinta Años. Estas compañías libres (como la Stahlhelm de Franz Seldte, la Wehrwolf de Fritz Kloppe y las Sturmabteilung de Ernst Röhm) estaban formadas por oficiales despedidos del antiguo ejército imperial, que se juntaron con soldados desmovilizados y jóvenes cadetes, ninguno de los cuales quería volver a la vida civil. Ofrecieron su protección a terratenientes y campesinos, y aunque en un principio protegieron a los civiles de los ataques de comunistas y defendieron las conquistas en el frente oriental, pronto las inmanejables bandas se convirtieron en saqueadores y chantajistas violentos. Dada la imposibilidad de disolverlas, se las acabó integrando en la Reichswehr, lo que, aparte de crear un conflicto con los aliados, fue otro de los ingredientes del fracaso de la República de Weimar: la pervivencia de un ejército rapaz, conquistador y antiparlamentario. Las instituciones militares y la marina llegaron a conservar los colores imperiales (negro, rojo, blanco) en lugar de los republicanos. Una vez eliminada la amenaza comunista, se acabó su colaboración con las autoridades republicanas. La oficialidad gozó de una autonomía increíble, manteniendo su ideología militarista, sus afectos monárquicos y su estilo de vida aristocrático. De cara a la galería, el ejército rechazaba cualquier implicación con el armisticio y la firma de la paz de Versalles. Nacionalistas y militares afirmaban que desde 1914 habían logrado mantener inviolado el territorio alemán, acampar durante cuatro años en Francia y mantener ocupadas las tres cuartas partes de Bélgica y un buen trozo de Francia el día del armisticio. Aunque el ejército había perdido tanto la batalla como la guerra, ni los civiles ni los militares tuvieron el sentimiento de haber sido derrotados, salvo en algunos sectores conscientes de la retaguardia o del frente. En este contexto, la leyenda de la puñalada por la espalda les permitió mantener su mítica aureola de invencibilidad y acusar de la derrota a los «civiles traidores». El 11 de noviembre las tropas desfilaron por Berlín, y Ebert saludó a estos soldados «que vuelven invictos de un combate glorioso», consagrando así el mito del que iba a alimentarse la propaganda nacionalista y hitleriana.

### El Tratado de Versalles

Alemania tras el Tratado de Versalles, una vez devueltos o entregados territorios del II Reich a las administraciones y estados de Dinamarca, Bélgica, Sarre, Francia, Checoslovaquia, Polonia, Lituania y Danzig, cuyas banderas aparecen, respectivamente, desde el extremo superior izquierdo y en sentido contrario a las agujas del reloj.
----
Anexionado por países vecinos
Administrado por la Sociedad de Naciones
Alemania (1919-1935)

El Tratado de Versalles fue un tratado de paz al final de la Primera Guerra Mundial que oficialmente puso fin al estado de guerra entre Alemania y los Países Aliados. Fue firmado el 28 de junio de 1919 en el Salón de los Espejos del Palacio de Versalles, exactamente cinco años después del asesinato del archiduque Francisco Fernando de Austria, uno de los acontecimientos que desencadenaron el inicio de la Primera Gran Guerra. A pesar de que el armisticio fue firmado el 11 de noviembre de 1918 para poner fin a los combates reales, se tardó seis meses de negociaciones en la Conferencia de Paz de París para concluir en un tratado de paz. El Tratado entró en vigor el 10 de enero de 1920.
De las muchas disposiciones del tratado, una de las más importantes y controvertidas disposiciones requería que Alemania y sus aliados aceptasen toda la responsabilidad de haber causado la guerra y, bajo los términos de los artículos 231-248, debían desarmarse, realizar importantes concesiones territoriales y pagar indemnizaciones multimillonarias a los estados vencedores. El Tratado fue socavado tempranamente por acontecimientos posteriores a partir de 1922 y fue ampliamente violado en los años treinta con la llegada del nazismo al poder.

## Los años de crisis (1919-1923)
Los primeros años de la República de Weimar fueron años de crisis política, crisis económica, financiera, monetaria y de pérdida de dinero, intentos golpistas y separatismos, que sacudirán a la joven República hasta el final del año 1923. Los acontecimientos sucedieron a un ritmo de locura y su complejidad es frecuentemente inexplicable. La nueva República sufrió la hostilidad de la burguesía nacionalista, del Ejército y de los grupos tanto de extrema derecha como de extrema izquierda.
Tras la radicalización de la situación de Baviera, en Berlín, en la primavera de 1919, Gustav Noske trató de eliminar completamente la oposición comunista, que consideraba el peligro más grave. A principios del mes de marzo, aliándose con los freikorps organizó una nueva represión sangrienta contra una huelga. En el curso de la cual el líder comunista Leo Jogiches, sucesor de Liebknecht y Luxemburgo, fue asesinado (10 de marzo), junto con varios centenares de obreros. Una represión análoga se organizó en algunas otras ciudades como Magdeburgo o Leipzig. Según Claude Klein, En otros lugares, como en Sajonia, la situación era anárquica, más que revolucionaria, a veces, incluso, simplemente de «terrorismo de extrema izquierda».

### La reacción derechista y el golpe de Kapp
Aprovechándose de la oleada contrarrevolucionaria, la derecha reaccionaria atacó de frente y con una violencia cada vez más acentuada al régimen republicano; primero a través del parlamento, esencialmente del DVNP del exministro imperial Karl Helfferich. En diciembre de 1919, Helfferich desencadenó una campaña de inaudita violencia contra el ministro de Finanzas Matthias Erzberger, poniendo en duda hasta su integridad personal y su capacidad política. Se llevó a cabo un proceso por difamación, que duró de enero a marzo de 1920, y apasionó a la opinión pública. Erzberger fue víctima de una tentativa de asesinato por parte de un joven nacionalista, pero, finalmente, el 12 de marzo, el juicio constituyó un éxito completo para Helfferich, al reconocer el tribunal el fundamento de las acusaciones. Esta victoria de los nacionalistas contra los republicanos obligó a Erzberger a retirarse temporalmente de la vida política.

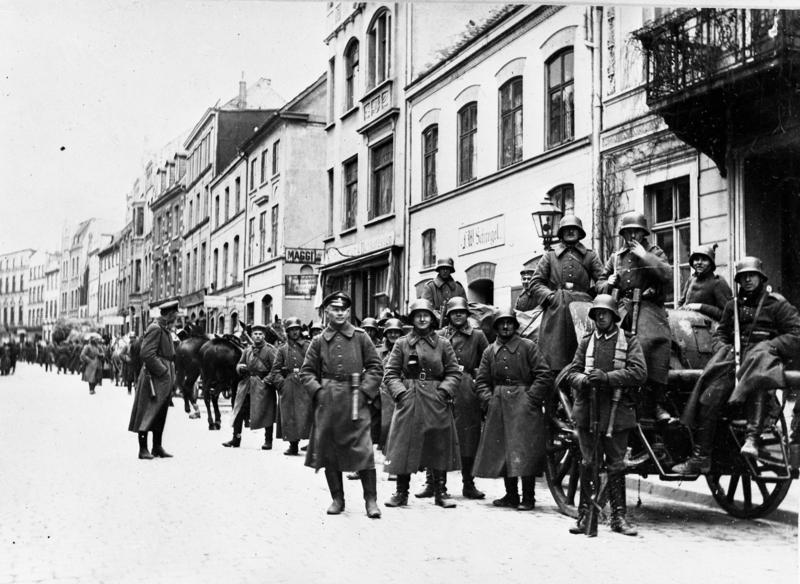
Tropas de los Freikorps durante el golpe de Kapp.

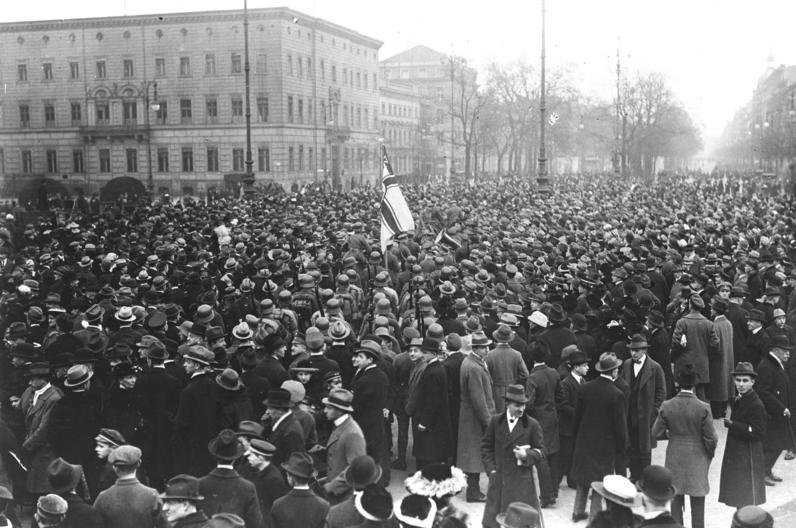
Entrada de la brigada marinera Ehrhardt en Berlín en marzo de 1920

Al día siguiente del fallo judicial, el 13 de marzo a las 6 de la mañana, se inició el golpe de Kapp, que canalizó el descontento latente en la Reichswehr a lo largo del año 1919. La Reichswehr estaba amenazada por la reducción de tropas fijada por el Tratado de Versalles, así como por la exigencia de la extradición de ciertos criminales de guerra y la amenaza de disolución de los cuerpos más abiertamente antirrepublicanos, como las dos brigadas Erhardt, estacionadas en Silesia, particularmente agitadas y ultranacionalistas, que de hecho llevaban ya la cruz gamada como emblema. El general Walther von Lüttwitz y Wolfgang Kapp, un alto funcionario prusiano, intentaron organizar este descontento e imponer una dictadura militar. La brigada de marina entró en Berlín, ocupando los ministerios y centros de poder. Noske, al saber lo que ocurría, pidió la intervención de la Reichswehr, pero Hans von Seeckt, uno de sus jefes, se negó, alegando que «La Reichswehr no dispara sobre la Reichswehr». Kapp fue proclamado canciller, mientras el gobierno huyó, refugiándose en Dresde y luego en Stuttgart. La población acogió con descontento a los ultranacionalistas, organizando rápidamente la resistencia obrera y popular. Estalló la huelga general, y en pocas horas Berlín quedó completamente paralizada. Al cabo de cuatro días, los golpistas victoriosos desistieron, y se fueron a sus casas, con lo que todo quedó en un fraude. No así en otras ciudades alemanas, donde hubo hasta 300 muertos. En todo caso, se había demostrado que la izquierda tenía en la huelga general un arma efectiva, y Noske, el organizador de la represión contrarrevolucionaria, perdió su puesto. Pero el fracaso del golpe de Kapp no significó en modo alguno una victoria del régimen republicano. Muy al contrario, la intentona acabó con una amnistía general, la promoción de Seeckt al mando supremo del ejército y la negativa de una reestructuración total de la Reichswehr, más que comprometida con los golpistas. Diversos autores consideran que la indulgencia sistemática con los extremistas de derecha, en la creencia de que eran los únicos capaces de vencer al bolchevismo, fue uno de los elementos capitales del fracaso de la República de Weimar.

### Levantamientos obreros e intentos de golpe de Estado de la izquierda

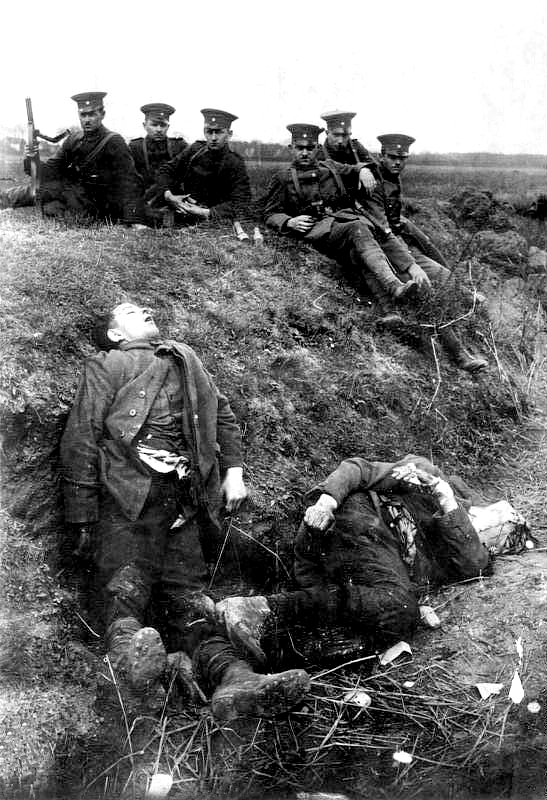
Soldados del Reichswehr junto a los cadáveres de miembros del Ejército Rojo del Ruhr en abril de 1920

El régimen de la República de Weimar también peligraba por los movimientos de la izquierda. De 1919 a 1923, cada año y de una manera permanente, se desarrollaron diversos movimientos obreros. A veces se trataba tan sólo de simples motines, y otras veces de auténticas insurrecciones e intentos de golpe de Estado. Inmediatamente después del golpe de Kapp se produjo una verdadera tentativa de putsch en la cuenca del Ruhr, despiadadamente reprimida. Se habló mucho del «Ejército Rojo», que ocupó varias ciudades en la cuenca del Ruhr. En Sajonia y en Turingia, Max Holz, en muchas ocasiones discrepando con el propio Partido Comunista, llevó a cabo acciones militares armando a los trabajadores (sobre todo inicialmente obreros parados) atacando al ejército a modo de guerrilla en muchas ocasiones, llegando el ejército a agrupar a más de 15 000 obreros en poco tiempo. La cifra siguió ascendiendo, pero a pesar de los éxitos de este ejército obrero, la insurrección no se expandió exitosamente por el resto de Alemania, lo que provocó la disolución de éste y la retirada de la llamada a la insurrección y la Huelga General que los comunistas llevaban días difundiendo y organizando. La represión fue terrible, pero Hölz consiguió escapar.
El año 1921 fue marcado por las tentativas revolucionarias. Se proclamó una huelga general, pero fue un fracaso. En Alemania central hubo combates de gran envergadura, especialmente en las fábricas Leuna de Mansfeld, en Sajonia, donde los combates se prolongaron varios días. El 31 de marzo todo había terminado, y unos meses más tarde, Holz fue detenido y condenado. Esto significó el hundimiento del comunismo alemán. El proletariado alemán no estaba por la revolución, y los continuos intentos revolucionarios de los comunistas los desacreditaron. Ello fue explotado por los nacionalistas, y allanó el camino al ascenso de Hitler diez años después.

### Las elecciones de 1920
El golpe de Kapp se volvió contra la coalición de Weimar, que muy pronto convocó unas nuevas elecciones. La Asamblea nacional, que aún estaba reunida, se disolvió y el primer Reichstag fue elegido el 6 de junio de 1920. Estas elecciones fueron un gran fracaso para la coalición de Weimar: los demócratas perdieron 29 escaños, los socialdemócratas 51 y el Zentrum 6, en tanto que los nacionalistas ganaron 22 escaños, los populares 43, los socialistas independientes 59 y los comunistas, que no presentaron candidatos en 1919, obtuvieron 4 escaños. El SPD, condenado por todos, era quien más perdía. Abandonó el Gobierno, y una nueva coalición «burguesa» se formó bajo la dirección de Fehrenbach (ZP). Con esta crisis, la correlación de fuerzas cambiaba sustancialmente, y la socialdemocracia se perpetuó en la oposición, salvo un breve período en coalición con el zentrum y los demócratas, bajo la cancillería de Joseph Wirth. Los partidos antirrepublicanos (DVP y DNVP) se convierten progresivamente en los ejes de las coaliciones gobernantes, apoyados por una opinión pública hostil al pago de reparaciones y a las pérdidas territoriales dictadas en el tratado de paz.
Con esta victoria, la derecha no depuso las armas, sino todo lo contrario. Los años 1921 y 1922 se distinguieron por numerosos atentados políticos, destinado a producir un clima de inseguridad. En la extrema derecha se crearon varias organizaciones terroristas, la más conocida de las cuales fue la OC (Organización Cónsul). Karl Gareis, socialista independiente y diputado del Landtag de Baviera, fue asesinado el 9 de junio de 1921. El 26 de agosto del mismo año fue asesinado Erzberger; al año siguiente, el ministro de Asuntos Exteriores Walther Rathenau, el día 24 de junio de 1922.

### La hiperinflación

Evolución del valor del marco-papel en relación con el marco-oro. En menos de un año la paridad saltó de un valor 100 a un billón (un millón de millones)

Desde el 23 de noviembre de 1922 el Gobierno estaba presidido por Wilhelm Cuno, del DVP, exdirector de la compañía marítima Hamburg-Amerika, con el SPD nuevamente en la oposición. El nuevo gobierno se encontró con el problema de las reparaciones de guerra. Cuando se produjeron retrasos en las reparaciones, la Francia revanchista de Raymond Poincaré tuvo un pretexto para ocupar militarmente el Ruhr en enero de 1923. Impotente y totalmente desbordado por los acontecimientos, el gabinete Cuno desapareció entre la indiferencia general el 12 de agosto. El nuevo canciller, Gustav Stresemann, constituyó un gobierno de unidad (de la SPD a los populares), pero para entonces Alemania ya había caído en el abismo.
Cuando la Primera Guerra Mundial estalló el 31 de julio de 1914, el Reichsbank suspendió la convertibilidad de la moneda en oro, con lo que pudieron empezar a emitir grandes cantidades de papel-moneda. Al término de la contienda, su financiación había costado al Reich 185 000 millones de marcos, coste que debía duplicarse si se tiene en cuenta que el marco se vendía al término de la contienda a la mitad de su valor anterior. De estos 185 000 millones, ni tan siquiera la quinta parte (38 000 millones) procedía de impuestos, mientras que el 50 % (97 000 millones) provino de empréstitos, y el 27 % (50 000 millones) de bonos del tesoro a corto plazo. En 1918 el Reichsbank reconocía una deuda flotante de 49 000 millones, y una acumulada de 96 000, en tanto que la cantidad de dinero en circulación se había incrementado de 2900 a 18 600 millones. Los instrumentos de financiación a los que había recurrido el régimen imperial habían supuesto, por tanto, un crecimiento del 600 % del déficit presupuestario y del 500 % de la masa monetaria en circulación. En este sentido, la inflación era menor de lo esperado, ya que la depreciación de la moneda alemana con respecto al dólar entre 1914 y 1919 fue aproximadamente de la mitad: de la relación 1 dólar: 4,2 marcos, se pasó a 1 dólar: 8,9 marcos en enero de 1919. Los precios solo habían subido un 140 % para diciembre del 18, situación similar a la inglesa.
En lo concerniente a las reparaciones de guerra, tras varias reuniones preliminares en 1920, la Conferencia de París de 1921 había fijado las mismas en 269 000 millones de marcos-oro, a pagar en 32 anualidades, cifra que fue reducida a 132 000 en la Conferencia de Londres. Independientemente del torpe método seguido para fijarlas, estas sumas eran una pequeñez en comparación con el esfuerzo que soportó la futura Alemania nazi para rearmarse militarmente. Las reparaciones venían a representar no mucho más allá del 1 o del 2 % del PIB, y en torno a un tercio del déficit; suponían en total 8000 millones de marcos anuales, es decir, menos de la cuarta parte de los gastos bélicos alemanes cada año de la Primera Guerra Mundial. Estas reparaciones se pagaron con dinero prestado por los propios Aliados, que los alemanes jamás devolvieron. Entre septiembre de 1924 y julio de 1931 Alemania pagó, bajo los planes Dawes y Young, 10 821 millones de marcos en reparaciones. No volvió a pagar nada más. Por el contrario, su deuda externa pública y privada importaba aproximadamente en el mismo periodo 20 500 millones de marcos, a los que se pueden añadir unos 5000 millones de marcos de inversiones extranjeras en Alemania; en el mismo periodo Alemania invirtió en el extranjero unos 10 000 millones de marcos.

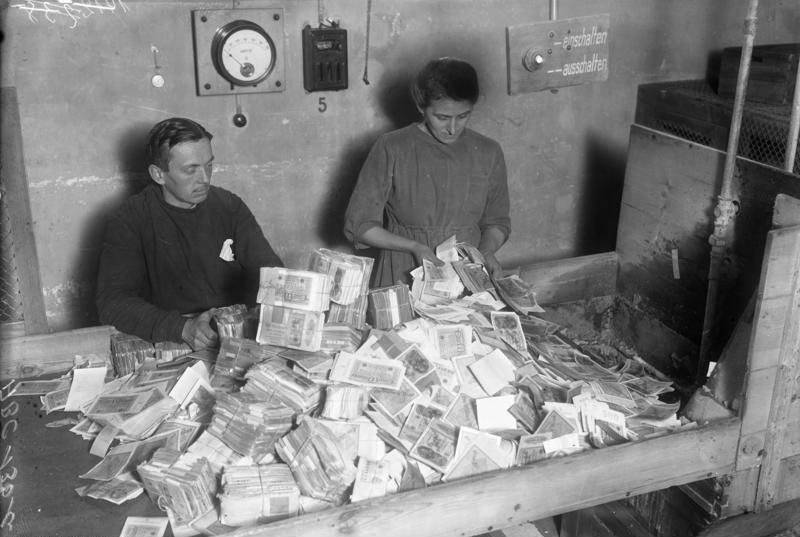
Destrucción de fajos de billetes de marcos superdevaluados por funcionarios alemanes en enero de 1924

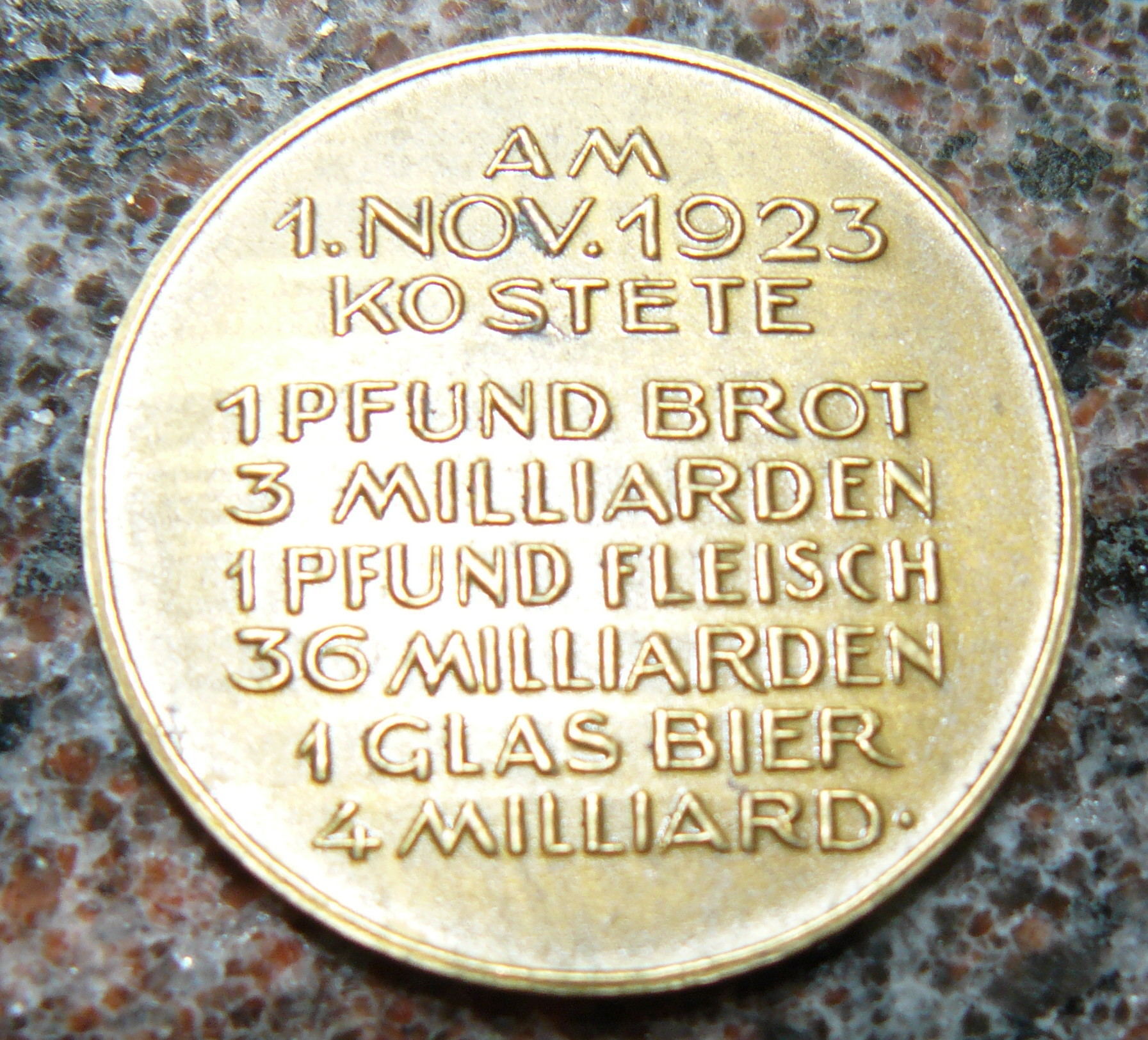
Medalla conmemorativa de la inflación. En alemán, se puede leer: El 1 de noviembre de 1923, una libra de pan costaba 3000 millones de marcos, una libra de carne: 36 000 millones, un vaso de cerveza: 4000 millones.

Para hacer frente al incremento del gasto público provocado por su política social sin aumentar los impuestos, el gobierno alemán empezó a imprimir cada vez más papel-moneda, aferrándose al error de que la devaluación de la moneda se debía, no a la expansión monetaria y crediticia, sino a la desfavorable balanza de pagos. Hasta enero de 1922, la moneda alemana se devaluó hasta 36,7 marcos por dólar, momento en que la inflación tomó proporciones anormales. A principios de 1922 los precios aumentaron aproximadamente un 70 %, lo cual había causado un aumento de salarios (sólo del 60 %). En diciembre de 1922 el dólar ya alcanzó el promedio de 7592 marcos y después de la ocupación del Ruhr en enero de 1923, su caída no tuvo fin. Para entonces la mayoría de la gente había perdido todos sus ahorros, y los contribuyentes se dieron cuenta de que, simplemente con retrasar el pago de sus impuestos, la depreciación del marco los haría desaparecer. La Hacienda se hundió, y el gobierno, cada vez con menos ingresos, se financió imprimiendo aún más billetes. El dólar pasó de 17 972 marcos a 350 000 en julio, 1 millón a comienzos de agosto, 4 millones a mediados de mes, y 160 millones a finales de septiembre. El derrumbe del marco fue tan absoluto que dejó de funcionar como valor de cambio, con el consiguiente colapso de la economía alemana. Para octubre de 1923, el 1 % de los ingresos gubernamentales procedían de los cauces habituales, y el 99 % de la emisión de nueva moneda. En torno al 15 de noviembre se pagaba la inimaginable cantidad de 4,2 billones de marcos por un único dólar. Fue en ese momento cuando Hjalmar Schacht puso en vigor el Rentenmark, una moneda para uso interno respaldada por la riqueza económica del país. Algún tiempo después se creó el nuevo Reichsmark, que sustituyó a las viejas monedas a partir del 11 de octubre de 1924. Los antiguos billetes fueron puestos fuera de circulación el 5 de junio de 1925.
Pese a que el “milagro del Rentenmark” resolvió el problema de la hiperinflación y permitió estabilizar la economía, sus devastadores consecuencias siguieron siendo las mismas. Las diferencias sociales se acentuaron enormemente, y, como de costumbre, los más ricos no solo no se vieron perjudicados por la hiperinflación, sino que salieron beneficiados. Las grandes empresas pudieron así librarse de sus deudas, reducidas a cero, muy rápidamente. Algunos grandes industriales, gracias a esto, pudieron multiplicar por diez su fortuna: el ejemplo típico es Hugo Stinnes, el llamado "nuevo Kaiser", que creó un inmenso trust industrial adquiriendo empresas arruinadas a precios bajos, gracias a préstamos que devolvió al cabo con marcos sin valor alguno. El poder económico salió fortalecido de la inflación, lo cual constituye la diferencia fundamental entre la crisis de 1923 y la que llevó a Hitler al poder a comienzos de los años 30.
La clase media, en especial los rentistas, quedaron arruinados mucho antes de que la inflación adquiriera proporciones delirantes. Los ahorradores perdieron todo su dinero, mientras que la gente que gastó su dinero en comprar inmuebles y bienes tangibles, la gente que más se endeudó, se había hecho rica. Para el alemán medio era el mundo al revés: las personas que siguieron las normas se vieron estafadas y traicionadas, mientras que quienes las violaron se enriquecieron. Además, unida a la pérdida absoluta del valor del marco, se produjo un alza disparatada de los precios. La hiperinflación de 1923 acabó con la sociedad alemana de preguerra. La reducción del gasto público y las prestaciones sociales para equilibrar personas que llegaban en el momento en que eran más necesarios, después de que gran parte de la población se hubiera arruinado. Deprimidos y desengañados con el republicanismo, su clase política y la pobreza mercantilista, el pueblo empezó a dar crédito a las nuevas alternativas, como el nazismo.
Ante la miseria, el hambre y la falta de atención sanitaria, el ocio se convirtió en un medio de evasión de masas, lo que creó una poderosa industria del ocio (Unterhaltungsindustrie) en torno a la prensa, la radio y, sobre todo, el cine, en una verdadera ola de americanización y escapismo social. Fue una época de esplendor para teatros, clubes nocturnos y cabarés, un momento de excepcional riqueza intelectual y artística, con el auge de las vanguardias, representadas por Otto Dix y Bertolt Brecht.

## La era Stresemann (1923-1929)
A finales de 1923 se puso fin a la inflación con la creación del nuevo marco. Hasta 1926 siguió un difícil período de transición.
El efecto inmediato de la estabilización fue el fin de la ilimitada demanda de bienes del período de la inflación. Inmediatamente la actividad económica decayó sensiblemente y la cesantía aumentó, afectando a más de la cuarta parte de los trabajadores a finales de 1923. Sin embargo, una vez que se puso en vigor el plan Dawes, a mediados de 1924, renació la confianza internacional en el marco y los préstamos internacionales empezaron a afluir a Alemania, atraídos por los altos tipos de interés. Con el final de la protección contra la competencia exterior que la inflación trajo consigo y con el nuevo rumbo de los intercambios exteriores, la industria alemana tuvo que enfrentarse a dos problemas.
Uno consistía en modificar el equilibrio de la producción industrial para hacer frente al modelo de posguerra de demanda interior y mundial, problema menos agudo en Alemania que en Inglaterra, pero importante en industrias como la de los astilleros y la del carbón. El otro era el resultado de la naturaleza de algunas inversiones del período de inflación, muchas de las cuales resultaron antieconómicas en condiciones competitivas normales. De aquí que los últimos años de la década de los 1920 fuera un período de "racionalización", con un alto nivel de cesantía que alcanzó su punto culminante en 1926. Sin embargo, la producción industrial se incrementó después de 1926, en 1927 superó el nivel de la preguerra y continuó ascendiendo hasta principios de 1929. Las ganancias de los obreros aumentaron cerca de un tercio entre 1925 y 1929.

## El ascenso del nacionalsocialismo (1930-1932)

### La Gran Depresión (1929-1931)
El 3 de octubre de 1929, Gustav Stresemann fallece, después de haber trabajado durante seis años para lograr que Alemania recuperase parcialmente su posición en Europa.
Sin embargo, sus triunfos políticos fueron opacados, porque tres semanas después de su muerte, la Gran Depresión atacó, los préstamos provenientes de los Estados Unidos dejaron de llegar y la clase media alemana sufrió de nuevo las consecuencias. Millones de personas quedaron desempleadas, miles de negocios pequeños cerraron y la producción cayó a la mitad en tres años. Esta fue la desesperada situación que el Partido Nacionalsocialista aprovechó para recuperar la posición que lentamente estaba perdiendo.
En marzo de 1930, la coalición que mantenía el gobierno del canciller socialdemócrata Hermann Müller se derrumbó, y este tuvo que renunciar. El centrista católico Heinrich Brüning lo sucedió. Brüning había sido nombrado canciller por el presidente Paul von Hindenburg, gracias a una recomendación del General Kurt von Schleicher, quien luego también participaría en su caída.
Al ser incapaz de lograr el apoyo del Reichstag para la aprobación de un programa financiero, Brüning recurrió a Hindenburg, quien respondió utilizando sus poderes constitucionales para aprobar la ley mediante decreto presidencial, sin pasar por el Reichstag. El Parlamento demandó de inmediato que el presidente retirase su decreto, pero a petición de Brüning, Hindenburg lo disolvió en julio de 1930. Nuevas elecciones fueron programadas para el 14 de septiembre, y los nazis explotaron el descontento popular en la campaña electoral.
Las elecciones federales de 1930 catapultaron al Partido Nazi de ser el noveno partido en el Reichstag, a convertirse en el segundo, superando incluso las expectativas de Hitler. En la última elección federal, los nazis habían obtenido unos 810 000 votos, que equivalían a 12 asientos, pero el 14 de septiembre consiguieron 107 asientos al obtener 6 409 600 votos. Los comunistas también ganaron votantes, y los partidos moderados se vieron debilitados al verse abandonados por la clase media.
Después de estas elecciones, el Partido Nazi encontró industriales que los financiasen con mayor facilidad, entre los que se encontraba Fritz Thyssen. Algunas corporaciones también los apoyaron, entre las que destacan la aseguradora Allianz, y los bancos Deutsche Bank y Dresdner Bank. Por otro lado, las elecciones acabaron con la esperanza de Brüning de gobernar a través de la democracia parlamentaria, y se volvió más dependiente de Hindenburg, ya que no podía obtener una mayoría absoluta en el Reichstag para pasar sus leyes.

### Elecciones presidenciales (1931-1932)

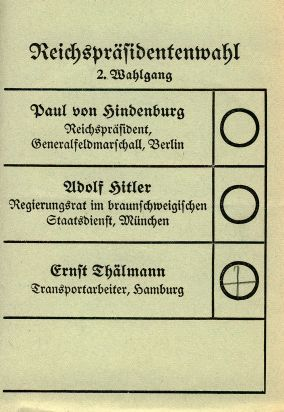
Boleta de la segunda vuelta de las elecciones presidenciales de Alemania de 1932.

1931 fue otro año malo para la inestable república, y los desempleados pasaban los cinco millones. En mayo, el Credit-Anstalt, el principal banco austríaco se declaró en bancarrota, y dos meses después el Danat-Bank, uno de los principales bancos alemanes, fue intervenido por el gobierno. Sin embargo, 1931 trajo un problema adicional cuya solución efectiva era fundamental para alargar la vida de la República de Weimar. El período presidencial de Hindenburg terminaba en la primavera de 1932, y aunque Hitler no contaba con el apoyo mayoritario del pueblo, sus opositores estaban tan divididos que una victoria del líder nazi parecía inminente. Brüning trazó un ambicioso plan cuyo objetivo era asegurar su gobierno y neutralizar la amenaza nazi de acabar con la República. Con el apoyo de las dos terceras partes de las cámaras legislativas, el Reichstag y el Reichsrat, el canciller suspendería las elecciones presidenciales, de esta manera, el período de Hindenburg sería postergado hasta la muerte del mismo, que ocurriría pronto ya que el presidente tenía más de 84 años. 
Sin embargo, cuando esto finalmente ocurriese, Brüning se encontraría de nuevo con la amenaza de Hitler aspirando a la presidencia, así que rápidamente trazó otra solución: propondría al Parlamento transformar la República en una monarquía constitucional, donde Hindenburg sería regente hasta su muerte, luego uno de los hijos del Príncipe heredero Guillermo, asumiría el trono. Mientras tanto, Brüning negociaría el cese de los pagos de indemnización con los Aliados, y demandaría que estos se desarmasen al nivel de Alemania, como habían prometido en el Tratado de Versalles. Si los Aliados se negaban, Alemania iniciaría su propio rearme. Con este plan, el canciller pensaba hacer popular a la República, y neutralizar las aspiraciones de Hitler de llegar al poder.
El primero en oponerse al plan de Brüning fue Hindenburg. El presidente rechazó que otro Hohenzollern, excepto Guillermo II, tomase el trono, y también le molestó que el nuevo monarca reinase con las limitaciones de una monarquía constitucional. Para empeorar la cosas, Hindenburg le dijo a Brüning que no buscaría la reelección, así que la amenaza de Hitler accediendo a la presidencia se hizo cada vez más latente. El segundo obstáculo fueron los nazis y los nacionalistas, estos últimos liderados por Alfred Hugenberg, cuyos asientos en el Parlamento eran necesarios para que se aprobase la postergación de las elecciones. En los primeros días de enero de 1932, Hitler y Hugenberg tuvieron reuniones separadas con Brüning. Hugenberg rechazó de plano la proposición, pero Hitler escribió una carta directa a Hindenburg, donde le condicionaba la renuncia del canciller para que accediese, pero Hindenburg no cedió al chantaje del "cabo bohemio", como llamaba a Hitler a sus espaldas.

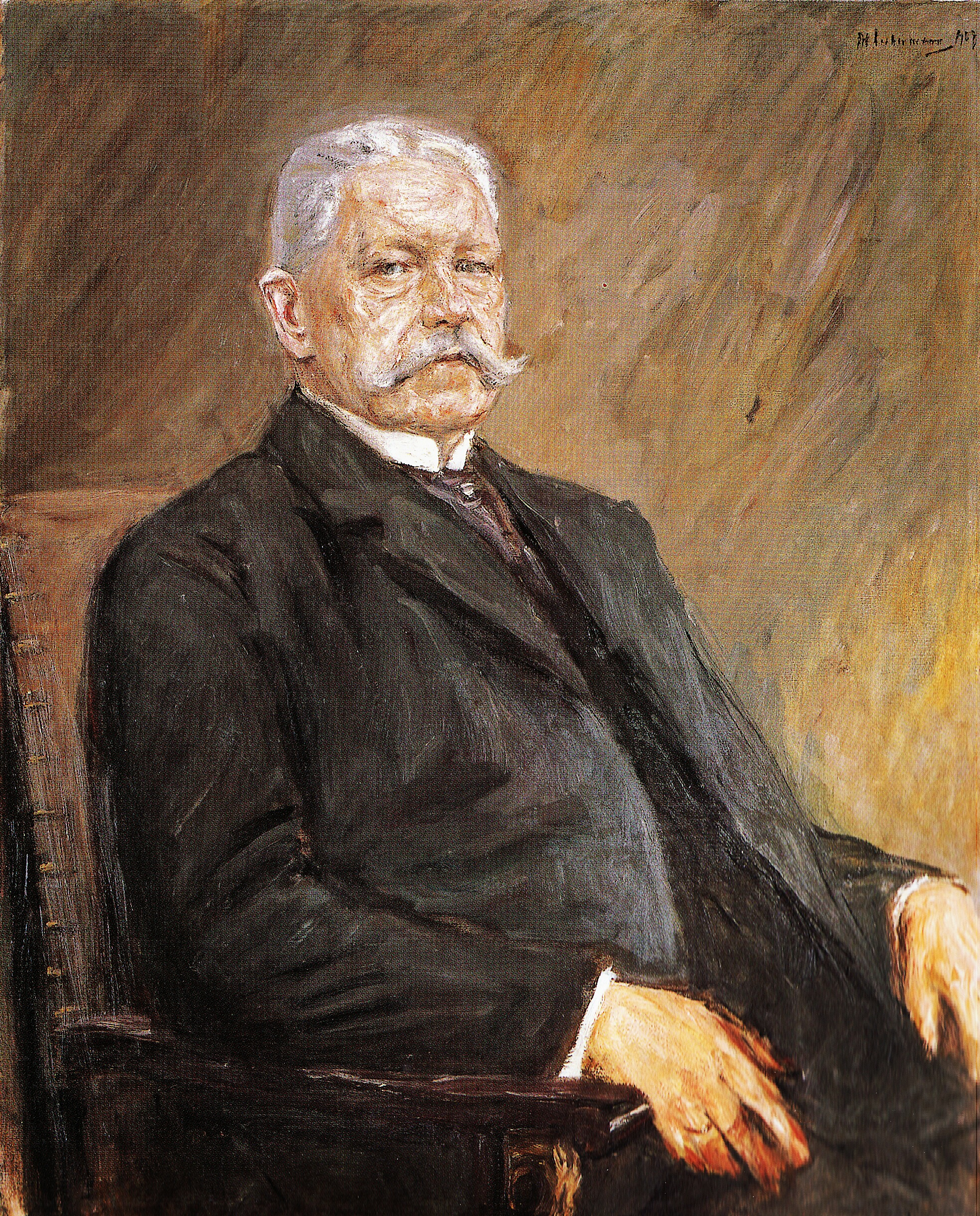
El anciano Hindenburg tuvo que postularse para evitar que Hitler ganase la Presidencia, aunque era poco probable que sobreviviese hasta el final de su mandato.

Acorralado, Brüning tuvo que convencer a Hindenburg de que se postulase. Finalmente, el anciano Mariscal accedió, pero quedó resentido con el canciller, ya que no solo lo culpaba de haber negociado mal con Hitler, sino que en estas elecciones Hindenburg ya no contaría con el apoyo de los nacionalistas, sus aliados naturales, sino que tendría que ser apoyado por los socialdemócratas, con quienes nunca había simpatizado. Este alejamiento de los sectores conservadores se debía a unos planes estatales, impulsados por Brüning, de acabar con las grandes extensiones de terrenos en manos de los junkers, que no solo se habían vuelto improductivas, sino que generaban deudas al Estado (véase Osthilfe). Además, Brüning también perdió el apoyo de Schleicher, quien empezó a planear su caída después de las próximas elecciones presidenciales, ya que el apoyo del canciller era necesario para asegurar la reelección del actual presidente.
En estas nuevas elecciones, Brüning se lanzó de lleno a buscar la reelección de Hindenburg, quien estaba demasiado viejo para realizar una campaña electoral. Hitler también lanzó su candidatura después de haber dudado durante semanas, y solamente días después de haberse conseguido la nacionalidad alemana. Hitler contaba con el apoyo político de su partido únicamente, y la financiación de Thyssen, entre otros industriales. Hindenburg recibió el apoyo de los socialdemócratas y de algunos importantes magnates, entre ellos Carl Friedrich von Siemens (Siemens AG), Carl Bosch (IG Farben) y Carl Duisberg. Los junkers, los nacionalistas y los monárquicos apoyaron a Theodor Duesterberg, líder del Stahlhelm. Los comunistas relanzaron a su presidente Ernst Thälmann.
El 13 de marzo se realizó la elección presidencial, y aunque Hindenburg obtuvo casi 20 puntos porcentuales de diferencia con su principal oponente, Hitler, le faltó 0,4 % para obtener la mayoría absoluta necesaria para acceder a la presidencia. El 10 de abril se realizó la segunda vuelta, y esta vez Hindenburg logró obtener más del 50 % de los votos, aunque Hitler obtuvo un 37 % de los votos. En esta segunda vuelta, Duesterberg se retiró, pero los sectores conservadores no apoyaron a Hindenburg, sino a Hitler.
A pesar de que los nazis habían obtenido cinco millones de votos más que en las elecciones de 1930, Brüning consideró que este era el momento necesario para ordenar la abolición de las Sturmabteilung (SA), dirigidas por el nazi Ernst Röhm, haciendo caso a las peticiones de las policías prusiana y bávara, que aseguraban que Röhm planeaba un golpe de Estado. Hindenburg, asesorado por su canciller, firmó el decreto ordenando la disolución de las SA el 13 de abril, pero esta nunca se llevó a cabo debido a la intervención de Schleicher. El general Schleicher había estado reuniéndose con Röhm, que le había convencido de intentar traspasar el mando de las SA al Estado. Schleicher le presentó esta idea a su antiguo tutor, el general Wilhelm Groener, ministro de Defensa y aliado de Brüning, pero éste se opuso vehemente, por lo que Schleicher decidió deshacerse tanto de Brüning como de Groener.

### Caída de Brüning (1932)

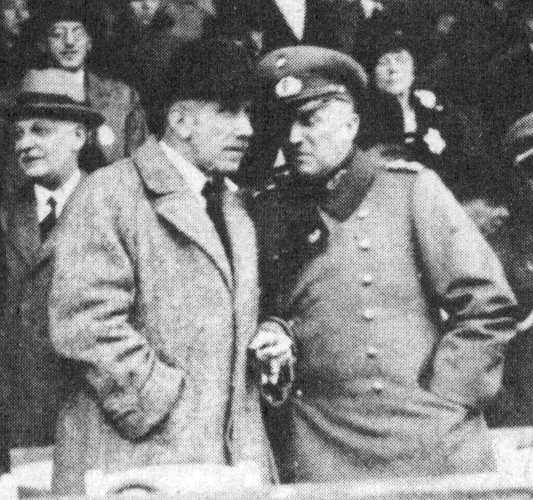
Papen (izq.) y el general Schleicher (der.) ejercerían gran influencia en el anciano Paul von Hindenburg en los últimos años de la República, y sus intrigas terminarían llevando a Hitler al poder.

El 24 de abril, los nazis obtuvieron una mayoría clara en las elecciones de la Dieta regional de Prusia, y Brüning perdió el apoyo parlamentario de este importante estado. Cuatro días después, Schleicher se reunió con Hitler, y éste accedió a apoyar un nuevo gobierno con la condición de que la abolición de las SA se levantase y que Brüning cayera. Schleicher ya se había adelantado y había señalado a su amigo, el general Kurt von Hammerstein-Equord, jefe de Estado Mayor del Reichswehr (Ejército), que esta orden contra las SA no era apoyada por el Ejército. Con el apoyo de Schleicher, el secretario presidencial, Otto Meissner, y el hijo del presidente, Oskar, también se acercaron al líder nazi, quien les aseguró que para poder reactivar la democracia parlamentaria, debían presionar a Hindenburg para que disolviera el Reichstag una vez que Brüning saliera de la Cancillería.
Para deshacerse de Groener, Schleicher le contó a Hindenburg que el ministro de Defensa había tenido un hijo a los cinco meses de haberse casado. Luego le hizo creer que el Frente de Hierro (ex-Reichsbanner), milicia socialdemócrata, se estaba preparando para iniciar una guerra civil. Luego de ser humillado en el Reichstag por Göring y Goebbels, Groener enfrentó el ataque de su «hijo adoptivo», Schleicher, quien le dijo que el Ejército pedía su renuncia. El 12 de mayo, después de que Hindenburg le diera la espalda, Groener renunció.
El canciller Brüning entendió que él sería el próximo en caer, pero viajó a Ginebra para reunirse con el primer ministro francés André Tardieu para negociar finalmente el pago de reparaciones de guerra. Esta potencial victoria política del Canciller fue destruida por Schleicher, quien le comunicó a los franceses que Brüning sería reemplazado pronto, y que negociar con él era inútil. Como consecuencia, Tardieu canceló la reunión en el último momento, alegando estar enfermo. Derrotado, Brüning regresó a Berlín, donde fue llamado por Hindenburg el 29 de mayo. Hindenburg ya había sido convencido por Meissner de que existía una forma de regresar a la democracia parlamentaria, y el anciano presidente ya había decidido hacer renunciar a Brüning. Le dijo que había escuchado que el canciller tenía ministros con planes bolcheviques, y que ya no aprobaría leyes suyas. Como Brüning no contaba con mayoría en el Reichstag, ni contaba con el apoyo del presidente, era imposible que ejerciese sus funciones, por lo que renunció al día siguiente.

### Gobierno de Papen y elecciones federales (1932)

Franz von Papen usurparía el gobierno regional de Prusia, demoliendo uno de los últimos pilares democráticos de la República.

El nuevo canciller, Franz von Papen, era un centrista católico del mismo partido que Brüning, y al igual que este último, llegaba al poder gracias a la influencia que Schleicher ejercía sobre Hindenburg. Con este nombramiento, Schleicher pensaba que Papen lograría que los centristas apoyasen el nuevo gobierno, y como los nazis ya se habían comprometido a apoyarlo, se lograría obtener la mayoría parlamentaria para gobernar. Pero Hitler no deseaba que su movimiento revolucionario fuera relacionado con el gobierno de Papen, y cuando los líderes centristas le indicaron al nuevo canciller que los nazis deberían ser expuestos a la hora de aprobar leyes impopulares, éste se negó a hacerlo.
Como consecuencia, Papen fue abandonado por su mismo partido, y quedó sin candidatos para formar su gabinete. Hindenburg tuvo que formar rápidamente un gabinete para su canciller, conformado principalmente por nobles, por lo que fue llamado burlonamente el gabinete de los barones. El 3 de junio, la Dieta prusiana sometió a votación una moción de censura contra el gobierno democrático de Otto Braun. Esta moción, iniciada por los comunistas, sólo sirvió para hacer más poderosos a los nazis en Prusia, y la democracia parlamentaria sufrió la estocada final.
Cumpliendo con lo pactado, Papen disolvió el Reichstag y llamó a nuevas elecciones federales para julio. Luego, Schleicher, ahora ministro de Defensa, trabajó a Hindenburg para que anulase la orden de disolución contra las SA, que se realizó el 15 de junio. Se iniciaron entonces enfrentamientos callejeros entre las milicias nazis y comunistas, y decenas murieron en ellos. En el Estado de Prusia, los enfrentamientos fueron más intensos, y luego de que Schleicher presentara evidencias acerca de una supuesta alianza entre el gobierno regional prusiano y los comunistas, Papen inventó el cargo de Reichskommissar, reemplazando a Otto Braun como gobernante de Prusia. 
Este episodio conocido como el golpe prusiano, no fue resistido por los socialdemócratas, Braun incluso se fue de vacaciones en este momento, solamente los comunistas propusieron una huelga general, pero la población no respondió. Algunos historiadores consideran que este golpe de Papen marcó realmente el fin de la República de Weimar, a pesar de que los nazis no llegaron al poder sino hasta ocho meses después.
Las elecciones federales de Alemania de julio de 1932 se realizaron el 31 de julio, y aunque el Partido Nazi se convirtió en el partido más popular al obtener 230 asientos, sólo el 38 % del electorado lo apoyaba. De todas maneras, el 5 de agosto, Hitler se reunió con Schleicher y le demandó la Cancillería. Hitler dejó la reunión convencido de que Schleicher había accedido, pero el 12 de agosto, este último se negó a darle el gobierno sin alcanzar la mayoría parlamentaria. Para lograr esto, Hitler debería formar una coalición con el centro, pero esto limitaría sus acciones, y se negó. Al día siguiente, Hitler tuvo otra reunión con Schleicher, esta vez en presencia del canciller Papen, sin obtener los resultados deseados. Más tarde fue llamado por Hindenburg, quien fríamente le reprochó no haber cumplido su palabra de apoyar a Papen.
Al no ser capaz de obtener el poder, el Partido Nazi empezó a enfrentar una gran escasez de fondos, y algunos de sus líderes, entre los que destacaba Gregor Strasser, empezaron a dudar del mando de Hitler. Strasser inició conversaciones con los centristas, con el visto bueno de Hitler, y logró que estos les permitiesen nombrar al presidente del Reichstag. De esta manera, Hermann Göring, hasta ahora una figura poco conocida, lideró el Parlamento. Göring y Hitler intentaron formar un gobierno de coalición con los centristas, pero estos no se comprometieron, y el deseo de Hitler de alcanzar la Cancillería constitucionalmente no se cumplió de nuevo.
Este acercamiento entre el Centro y los nazis no pasó desapercibido a Papen, quien obtuvo una carta de disolución del Reichstag del presidente Hindenburg, con el objetivo de disolverlo antes de que se formara una coalición opuesta a él. El 12 de septiembre, Papen asistió al Reichstag, y luego de recibir una moción de censura de los parlamentarios, disolvió el Parlamento y llamó a nuevas elecciones federales para el 6 de noviembre. Papen creía que para entonces, sus medidas económicas habrían traído estabilidad económica a la nación de nuevo. Estas nuevas elecciones incrementaron la desconfianza de Strasser, que ahora contaba con el apoyo de Wilhelm Frick, y predijo que el Partido Nazi perdería votos.
Las elecciones federales de noviembre le dieron la razón a Strasser, ya que los nazis perdieron más de dos millones de votos, y los parlamentarios nacionalsocialistas se redujeron de 230 a 197. Ahora, Strasser se atrevió a demandar públicamente a Hitler que declinase sus aspiraciones a la Cancillería, y que se conformase con tener parte del poder. Papen también presionó a Hitler, escribiéndole una carta e invitándole a negociar, pero Hitler realizó tantas demandas que Papen decidió abandonar la idea de llegar a un acuerdo con él. Rechazado por los comunistas, los nazis, los socialdemócratas y los centristas, el canciller contaba solamente con el apoyo de los nacionalistas, que sólo ocupaban 50 asientos en el Reichstag. Como Papen era incapaz de obtener una mayoría parlamentaria, Schleicher pidió su renuncia, que se hizo efectiva el 17 de noviembre. De inmediato, Hindenburg llamó al líder del partido más popular de Alemania, Adolf Hitler.
El 19 de noviembre, Hitler se reunió con Hindenburg de nuevo y demandó la Cancillería. El presidente le ofrecería el cargo de canciller solamente si lograba obtener una mayoría en el Reichstag, ya que de lo contrario preferiría que Papen siguiese gobernando. Las negociaciones se prolongaron por una semana, sin resultados. Mientras tanto, Schleicher se reunió con Strasser, quien le sugirió que los nazis podrían unirse a un gobierno suyo, en lugar del de Papen. El 1 de diciembre, Hindenburg llamó a Papen y a Schleicher, pero al mismo tiempo, en Weimar, Strasser y Frick intentaron convencer a Hitler de que apoyase a un gobierno de Schleicher, mientras que Goebbels y Göring se les oponían. 
Papen estaba convencido de que Hindenburg lo renombraría Canciller, y propuso enmiendas a la constitución durante su nuevo gobierno. Schleicher, que desde hace varias semanas estaba desencantado de Papen, se opuso a estos cambios, y le aseguró a Hindenburg que él lograría que Strasser dividiera el Partido Nazi, y con la ayuda de los socialdemócratas, alcanzaría una mayoría parlamentaria para gobernar sin recurrir al presidente. Hindenburg dudó inicialmente, y le pidió a Papen que formase un nuevo gobierno, pero al día siguiente Schleicher colocó a la mitad del gabinete en contra de Papen y luego de que le hiciera creer al presidente que una guerra civil era inevitable, Hindenburg accedió a cambiar a Papen. Sin embargo, Hindenburg todavía tenía confianza en Papen, y este vínculo fue suficiente para que en unas semanas el canciller saliente lograra devolver el favor a su traicionero ministro de Defensa. Además, la respuesta de Hitler llegó demasiado tarde para Schleicher, los nazis no apoyarían su gobierno y le recomendaban que no aceptase la Cancillería.

### Gobierno de Schleicher y coalición Papen-Hitler (1932-1933)
El 3 de diciembre, el canciller Schleicher se reunió en secreto con Strasser, y le ofreció la Vicecancillería. En las elecciones regionales de Turingia, celebradas ese día, los nazis perdieron el 40 % de los votos, y Strasser se convenció de que si Hitler no abandonaba su política de «todo o nada», el Partido Nazi estaba condenado. El 5 de diciembre, en el Hotel Kaiserhof, Strasser intentó convencer a Hitler de que apoyara a Schleicher, sin éxito. Dos días después, Hitler tuvo otra reunión con Strasser sobre el mismo tema, pero esta vez Strasser se retiró a su habitación en el Hotel Excelsior muy molesto. Después de renunciar a su cargo a través de una violenta carta, Strasser envió su versión de la historia a los periódicos, amenazando con dividir el partido en dos, tal como Schleicher había deseado. Hitler montó en cólera, y declaró a Goebbels que si el partido se dividía, él se suicidaría. Frick intentó reconciliarlo con Strasser, pero este último ya se encontraba rumbo a Múnich, planeando luego viajar a Italia, donde creía que Hitler le rogaría que regresara. La rápida acción de los líderes fieles a Hitler lograron acabar con la amenaza de Strasser. Los líderes amigos de Strasser fueron destituidos, y los restantes fueron convocados a Berlín donde se les obligó a firmar una declaración de fidelidad a Hitler. Además, Hitler, Goebbels y Robert Ley iniciaron giras por Alemania, donde se entrevistaron con los líderes locales e intentaron convencerlos que la toma del poder estaba cerca.
Por su lado, Papen había estado trabajando en la caída de Schleicher y el 4 de enero de 1933 se reunió con Hitler en secreto, aunque el canciller se enteró de todas maneras. Papen propuso un gobierno donde Hitler sería canciller, pero los ministros serían de él. Después de la guerra, Papen negó haber ofrecido la Cancillería a Hitler en esta reunión, pero aunque esta versión no es la más aceptada, otros historiadores aseguran que Papen no podía realizar este ofrecimiento. En esta reunión se logró también finalizar los problemas económicos del Partido Nazi, gracias a la intervención de industriales dispuestos a financiar el Partido Nazi. Adicionalmente de la ayuda financiera, Papen inadvertidamente entregó otra arma a Hitler: le informó que Schleicher había obtenido la Cancillería porque había asegurado que podía obtener la mayoría en el Reichstag, y que Hindenburg no le pensaba ofrecer una orden de disolución del Parlamento. De esta manera, si los nazis y los comunistas se unían en el Reichstag, podían acabar con el gobierno de Schleicher cuando quisieran.

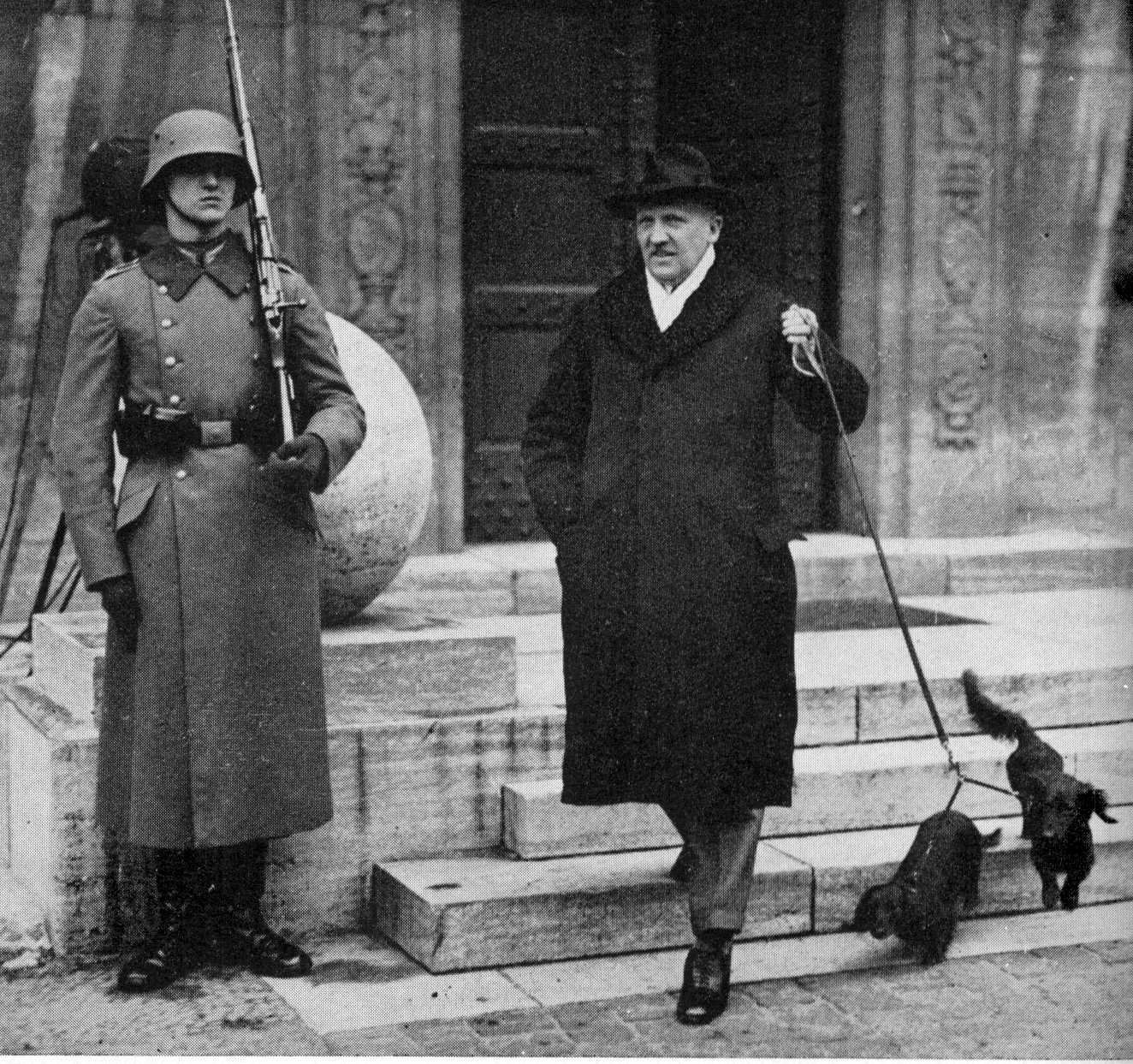
Derrotado, Schleicher, el último canciller de la República, abandona la residencia oficial para dar paso a Hitler.

Para mediados de enero, el plan de Schleicher de destruir el Partido Nazi mediante Strasser había fracasado. Este último, de regreso a Alemania, solicitó una reunión de tono conciliatorio con Hitler, pero fue rechazado. Por otro lado, Schleicher intentó colocar a Alfred Hugenberg en su gabinete, para acercar a los nacionalistas, pero tuvo que desistir ante la resistencia socialdemócrata. La mayoría parlamentaria se escapaba de Schleicher, y su posición frente al presidente, su principal pilar, se debilitaba.
El hijo de Hindenburg, Oskar, y el secretario de presidencia, Meissner, también participaron en la caída del último canciller de la República de Weimar. El 22 de enero, Oskar y Meissner se reunieron en secreto con Hitler y Papen en casa de un amigo de este último, Joachim von Ribbentrop. Los detalles de la reunión no han sido revelados, pero a la salida, Oskar le dijo a Meissner que los nazis debían tomar el poder.
El 23 de enero, Schleicher se presentó ante Hindenburg y declaró no haber sido capaz de lograr la mayoría parlamentaria. Papen estaba presente e insistió en que él lograría acorralar a los nazis si gobernaba con ellos. El 28 de enero, Schleicher se presentó ante Hindenburg y renunció. La decisión de nombrar a un nuevo canciller recaía una vez más sobre el presidente, y Papen era la elección que más le agradaba. Pero Schleicher ya le había hecho creer que un nuevo gobierno de Papen no sería reconocido por el Reichswehr, por lo que Hindenburg encomendó a Papen que formase un nuevo gobierno con Hitler como canciller.
El 30 de enero de 1933, Hitler fue nombrado canciller de Alemania, con un gabinete donde los nazis eran minoría. Papen pensaba de esta manera controlar a Hitler, pero muy pronto sería rebasado.

## El fin de la República (1933)
Aunque desde 1930 el canciller de Alemania había gobernado sin la aprobación del Parlamento, acabando con la democracia parlamentaria, el Parlamento alemán continuaba existiendo como pilar fundamental de la República. Sin embargo, en marzo de 1933, a las pocas semanas de haber subido al poder, el canciller Hitler logró obtener todos los poderes del Parlamento, que desde entonces se convirtió en una caja de resonancia del Ejecutivo, carente de voluntad propia.

### Última campaña electoral

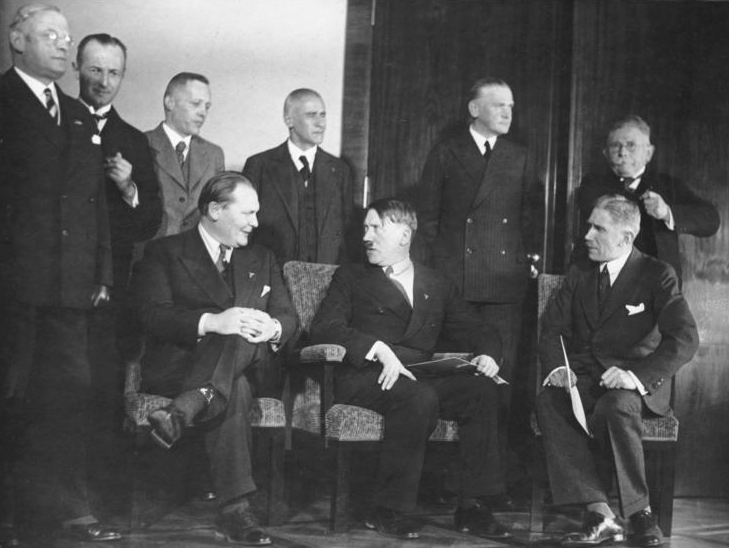
El primer gabinete de Hitler. Sentados (de izquierda a derecha): Hermann Göring, Adolf Hitler y Franz von Papen. De pie (de izquierda a derecha): Franz Seldte, Dr. Günther Gereke, Lutz Graf Schwerin von Krosigk, Wilhelm Frick, Werner von Blomberg y Alfred Hugenberg. Paul von Eltz-Rübenach y Konstantin von Neurath no son visualizados en la foto.

Aunque Hitler había sido nombrado canciller, su posición estaba lejos de ser segura. Al no contar con mayoría parlamentaria, necesitaba el apoyo del presidente Hindenburg para aprobar todos sus decretos y leyes. Esto significaba que debía contar con elementos conservadores y nacionalistas en su gabinete "revolucionario", para complacer al Mariscal Hindenburg y a su hombre de confianza, Papen. En efecto, en este gabinete de once miembros, solamente tres eran nazis, el resto eran aliados de Papen o Hugenberg. Para complicar aún más su precaria situación política, elementos del Ejército y los sectores conservadores miraban con recelo al movimiento nacionalsocialista, específicamente a los elementos izquierdistas[cita requerida] agrupados alrededor de Ernst Röhm, líder de las violentas camisas pardas. Finalmente, los gobiernos regionales todavía eran una fuerza importante, y Baviera se estaba convirtiendo en una zona de resistencia socialdemócrata, ya que su gobierno recelaba de los nazis.
Sin embargo, Hitler decidió encargarse primero del Parlamento; si no conseguía la mayoría parlamentaria rápidamente, el anciano presidente podría retirarle su confianza, dejándolo imposibilitado para gobernar. En su primera reunión de gabinete, celebrada el día en que asumió el cargo, se discutió este problema. Los nacionalsocialistas y los nacionalistas de Hugenberg solamente contaban con 247 asientos en el Parlamento, 46 asientos por debajo de la mayoría necesaria para gobernar. Aunque podrían intentar atraer a los centristas de Kaas, con la que contarían con mayoría para gobernar; Hitler se vería imposibilitado de realizar las profundas reformas necesarias para llevar a cabo su revolución nacionalsocialista, ya que le haría falta el apoyo de dos tercios del Parlamento, unos 389 asientos. Como los elementos no nazis en el gabinete de Hitler no estaban interesados en conseguir una mayoría de este tipo, Hitler se encargó de sabotear las negociaciones con el líder centrista Ludwig Kaas, e hizo creer a su gabinete que no era posible conseguir un acuerdo con el Centro. Hitler solicitó entonces a Hindenburg la realización de nuevas elecciones federales. Para calmar a Papen y Hugenberg, Hitler les aseguró que sin importar el resultado de estas elecciones, sus hombres en el gabinete no sería destituidos.
Las nuevas elecciones fueron fijadas para el 5 de marzo. El nacionalsocialista Joseph Goebbels se mostró optimista sobre las mismas, escribiendo en su diario:

Ahora será fácil llevar la campaña, porque podemos usar todos los recursos del Estado.
Joseph Goebbels

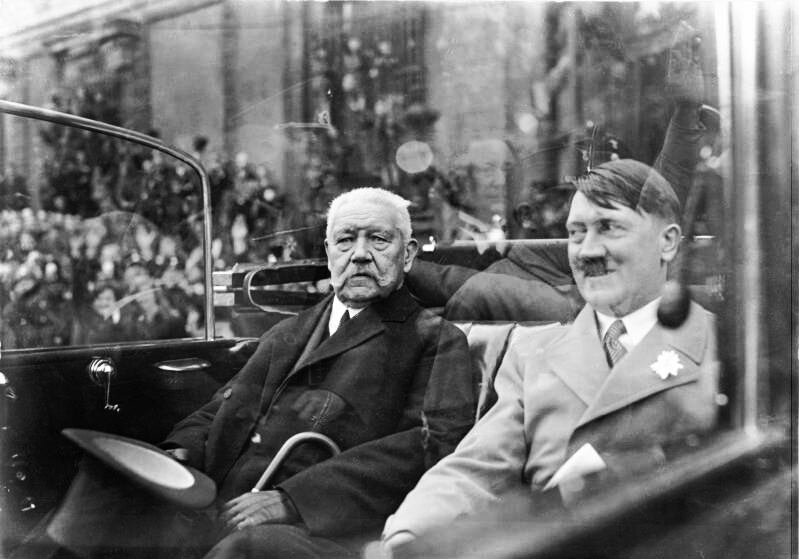
El presidente Paul von Hindenburg y el canciller Adolf Hitler en 1933.

Por si esto no fuera suficiente, el 20 de febrero se organizó una reunión de importantes hombres de negocios en el palacio presidencial de Hermann Göring a la que asistieron Hitler y Hjalmar Schacht. Entre los nuevos empresarios simpatizantes del nazismo, destacaba Gustav Krupp, quien hasta hace un mes había sido opositor a Hitler. Después de que Hitler prometiera acabar con el marxismo y rearmar el Ejército, Göring prometió que estas serían las últimas elecciones por los próximos diez años o incluso por los próximos cien años.
Sin embargo, en una sociedad tan dividida políticamente como la alemana de 1933, una poderosa campaña electoral no era suficiente para conseguir la mayoría apetecida por Hitler. Gracias a los diarios de Goebbels, se conoce que los nazis estaban esperando una insurrección comunista en los primeros días de gobierno, que utilizarían como justificación para suprimir violentamente a este movimiento. Para catalizar este levantamiento, los nazis empezaron a perseguir a los comunistas y a los socialdemócratas. Las manifestaciones de estos partidos fueron prohibidas, y su prensa fue suspendida continuamente. Los "camisas pardas" fueron los encargados de ejercer el hostigamiento sobre estos grupos, que pronto se extendió a los centristas. En total, 51 opositores a los nacionalsocialistas murieron en la campaña electoral, aunque, por otro lado, los nazis contabilizaron 18 víctimas mortales en sus filas. Haciendo uso de su cargo de ministro del Interior de Prusia, Göring creó una policía paralela de 50 000 hombres, compuesta exclusivamente de miembros de los "camisas pardas", las SS y los "Stahlhelm", todas estas organizaciones paramilitares nacionalistas. Además, amenazó a los policías que rehusaran utilizar sus armas contra las concentraciones opositoras.
Sin embargo, a pesar de todas estas provocaciones, la intentona golpista de la disidencia no se producía. No obstante, la oposición seguía tan dividida como antes. El 23 de febrero, los socialdemócratas preguntaron a los comunistas si podían unirse antes de que el desastre fuera total. Ernst Torgler, el líder del grupo comunista en el Reichstag, respondió que primero era necesario que los nazis tomaran todo el poder, para que luego pudiese ocurrir la "revolución del proletariado", que estimaba ocurriría "cuatro semanas" después. Impacientes, los nazis decidieron entonces inventar pruebas de que se estaba montando una conspiración opositora en su contra. El 24 de febrero, la policía paralela de Göring allanó los cuarteles generales del Partido Comunista de Alemania, que habían sido abandonados cuando Hitler subió al poder. Esto no impidió que Göring anunciase que había descubierto documentos que probaban que estaba en marcha un plan conspirativo contra el gobierno. Este anuncio fue recibido con escepticismo por el público alemán, incluso entre los sectores conservadores afines al gobierno.

### La destrucción del Reichstag
En la noche del 27 de febrero de 1933, el edificio del Reichstag se incendió. Varios altos cargos del gobierno se presentaron en el lugar rápidamente, siendo Göring uno de los primeros en llegar. De inmediato, empezó a acusar a los comunistas de estar detrás de este acto. La captura cerca del edificio de Marinus van der Lubbe, un comunista neerlandés que días antes había amenazado con causar el incendio, pareció confirmar las acusaciones de Göring. Este aseguró contar con evidencias que implicaban a los comunistas, las cuales nunca fueron presentadas, y además proclamó:

Todo oficial comunista debe ser ejecutado donde aparezca.
Hermann Göring

Aunque no se conocen todos los detalles sobre cómo se originó el incendio, existen muchos testimonios obtenidos después de la guerra que apuntan a Göring como el responsable. Según Rudolf Diels, jefe de la Gestapo, Göring le había ordenado, antes del incendio, que preparase una lista de personas que debían ser arrestadas una vez que el mismo ocurriese. Aunque en el juicio de van der Lubbe se determinó que no había contado con suficientes elementos para iniciar un incendio tan rápido y en puntos tan dispersos, esto no impidió que fuese encontrado culpable y decapitado. Además, Torgler y otros tres prominentes comunistas búlgaros fueron arrestados o se entregaron a las autoridades luego de que Göring los acusara públicamente de estar involucrados en el incendio. Aunque estos cuatro fueron declarados inocentes, esta sentencia llegó demasiado tarde para influenciar positivamente a los comunistas en las elecciones federales.

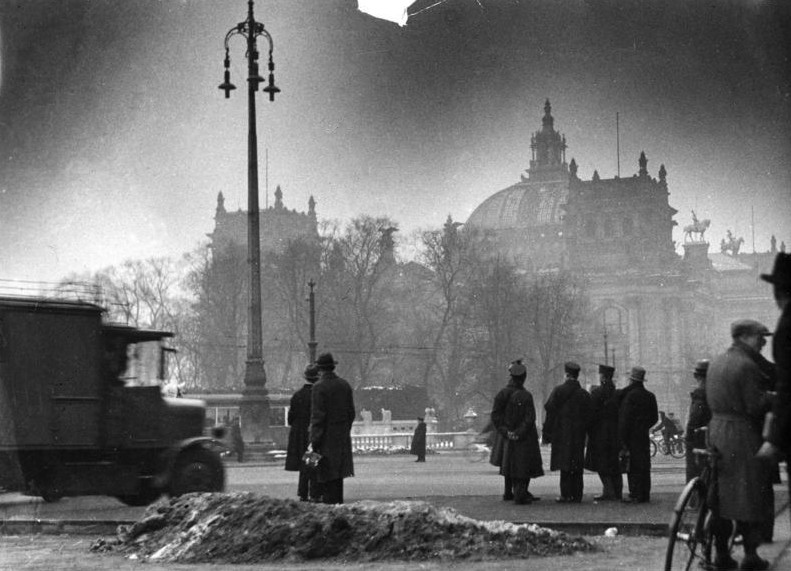
Imagen del Reichstag en la mañana siguiente al incendio, 27 de febrero de 1933

Al día siguiente del incendio, Hitler solicitó al presidente Hindenburg la aprobación de un decreto conocido como el Decreto del Incendio del Reichstag. Con esta arma legal, el canciller alemán podía abolir la libertad de prensa, el derecho a la libre expresión, el derecho a la privacidad de las comunicaciones y el respeto a la propiedad privada. Además, el gobierno central podía usurpar funciones de los gobiernos regionales si lo consideraba necesario. Como era predecible, los comunistas y socialdemócratas se encontraron con que bajo este decreto les era imposible finalizar la campaña electoral. Ese mismo día, el gobierno prusiano declaró haber encontrado documentos que comprobaban que los comunistas pensaban realizar una insurrección civil después del incendio. La publicación de los documentos "conspirativos" fue prometida, pero nunca se realizó. Bajo todos estos atropellos el excanciller Brüning clamó al presidente Hindenburg que intercediese, pero fue en vano.
Gracias al Decreto del Incendio del Reichstag, los nazis también pudieron hacer frente al gobierno regional de Baviera, al que acusaron de separatista. Existía algo de verdad en estas acusaciones, ya que los líderes bávaros estaban jugando con la idea de nombrar al príncipe Ruperto de Baviera, jefe de Estado regional. El 9 de marzo, las SA empezaron a marchar por Baviera, e izaron la bandera nazi en edificios públicos. Esa misma noche, los nazis usurparon el poder regional, algunas veces empleando la fuerza bruta contra los depuestos ministros. El príncipe Ruperto, que acababa de ser nombrado regente, huyó esa noche a Grecia. El 12 de marzo, Hitler realizó un discurso en Múnich, satisfecho al haber controlado finalmente a uno de los estados más autónomos; Hindenburg aprobó las acciones de su canciller.
El 5 de marzo se realizaron las elecciones federales de 1933. A pesar del enorme ventajismo electoral del Partido Nazi, el líder nazi no logró obtener la mayoría necesaria para gobernar, y tuvo que recurrir a sus aliados nacionalistas del Partido Popular Nacional Alemán para conseguirla. Por otro lado, sus oponentes centristas y socialdemócratas incluso ganaron votos o sufrieron pérdidas pequeñas; solamente los comunistas fueron fuertemente castigados al perder un millón de votos. Con estos resultados, los dos tercios necesarios para modificar la constitución seguían eludiendo a los nazis.
En una reunión de gabinete celebrada el 15 de marzo, se resolvió este problema. Haciendo uso del Decreto del Incendio del Reichstag, Hitler alejó a los 81 diputados comunistas de sus cargos, y luego hizo lo mismo con muchos socialdemócratas. De esta manera, con sus 340 diputados nazis y nacionalistas, Hitler se acercó a la mayoría de 2/3. Con esta mayoría en el Parlamento, Hitler intentaría atraer a los centristas y por fin podría forzar a este órgano a suicidarse. En efecto, los nazis presentaron entonces la Ley habilitante de 1933, que traspasaba las funciones del Reichstag al canciller por un período de cuatro años. En el último momento, Hugenberg intentó convencer a Hindenburg que el presidente fuese incluido en la ley habilitante, con el objetivo de limitar el poder de Hitler, pero el Secretario del presidente, Otto Meissner, frustró sus intentos. No contentos con contar con el apoyo del hijo y el secretario de Hindenburg, Hitler y Goebbels planearon vincular el gobierno nazi con la presidencia del respetado Mariscal. Para lograr esto, organizaron una ceremonia de apertura del Reichstag en la Iglesia de la Guarnición en Potsdam, símbolo de la monarquía prusiana, a la que asistieron importantes oficiales de alto rango de la Primera Guerra Mundial. Hindenburg, evidentemente conmovido, dio un discurso favorable al gobierno nazi, que Goebbels explotó a su favor.

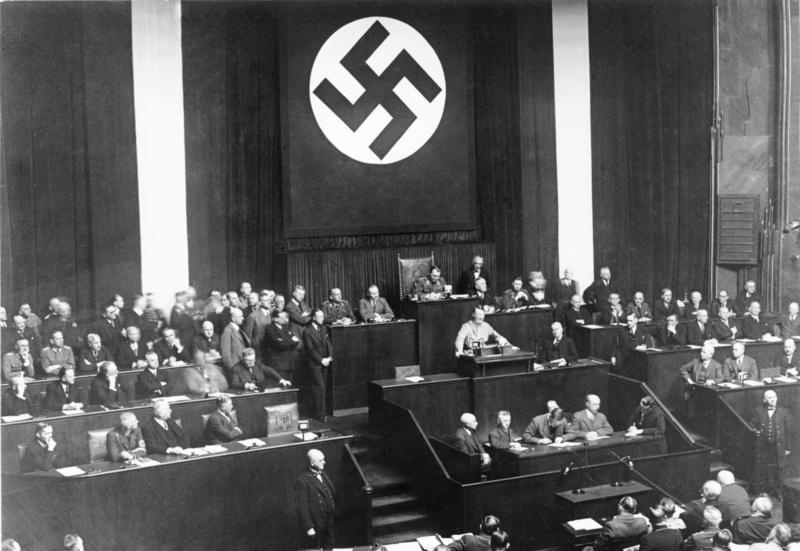
Hitler promueve la ley habilitante en el Reichstag, el 23 de marzo de 1933.

El 23 de marzo de 1933, en la Ópera de Kroll, nueva sede del Reichstag, se presentó la Ley habilitante de 1933. Aunque la ley inutilizaba al Reichstag, no tocaba los poderes del presidente. En esta histórica ocasión, Hitler realizó un discurso moderado, asegurando que la ley sería utilizada en limitados casos. Sin embargo, Otto Wels, el líder socialdemócrata, le respondió:

Nosotros ... nos comprometemos en esta hora histórica a los principios de humanidad y justicia, de libertad y socialismo. Ninguna ley habilitante puede darte el poder de destruir ideas que son eternas e indestructibles.
Otto Wels

Sin embargo, todos los partidos del Reichstag votaron a favor de la ley, excepto 84 socialdemócratas (SPD) que aguantaban en sus escaños —pues la mayoría de socialdemócratas y la totalidad de los diputados comunistas ya habían sido detenidos. Los centristas habían sido atraídos por Hitler, luego de que les prometiera que el presidente podría vetar todas las leyes del Canciller.
Desde entonces, la República de Weimar dejó de existir, ya que con la ley habilitante Hitler obtuvo una base legal para su dictadura. Aunque el Reichstag siguió operando hasta la caída de la Alemania Nazi, solamente fue un órgano simbólico, carente de poder real. Todavía quedaban otros poderes independientes en Alemania: el presidente, el Ejército, los gobiernos regionales, los sindicatos, etc.; pero en los meses siguientes los nazis los irían controlando uno por uno, consolidando la dictadura de Hitler.

## Arte y cultura durante la república de Weimar
En lo cultural, la época de la República de Weimar fue una de las más creativas y propensas a la innovación cultural de la historia alemana. Los primeros años estuvieron marcados por el expresionismo tardío tanto en la pintura como en la literatura, mientras que en los lustros siguientes alcanzó preponderancia la nueva objetividad y más tarde, durante la Gran Depresión, el realismo con crítica social. También fueron los años del dadaísmo alemán, sobre todo en Berlín y Colonia. Escribieron en esta época autores como Bertolt Brecht, Alfred Döblin, Lion Feuchtwanger, Erich Kästner, Thomas y Heinrich Mann, Carl von Ossietzky, Erich Maria Remarque, Kurt Tucholsky, Franz Werfel, Arnold Zweig y Stefan Zweig.
El cine pasó a ser un medio de masas. Películas como El gabinete del doctor Caligari, Nosferatu, el vampiro y Metrópolis aportaron nuevas formas de hacer cine. Heinrich Eduard Jacob describió con un punto de vista incisivo el fascismo italiano y sus repercusiones de la cinematografía afín, que poco después tendrían grandes repercusiones también en Alemania, en la novela Blut und Zelluloid (Sangre y Celuloide, 1929).
La Bauhaus, fundada por Walter Gropius fue uno de los estilos arquitectónicos principales del siglo XX. Uno de los artistas más importantes fue George Grosz, que con sus ácidas representaciones de la burguesía, la justicia y el estamento militar denunció los problemas sociales de la República.

## Estados miembros

Estados del Reich Alemán (1925)

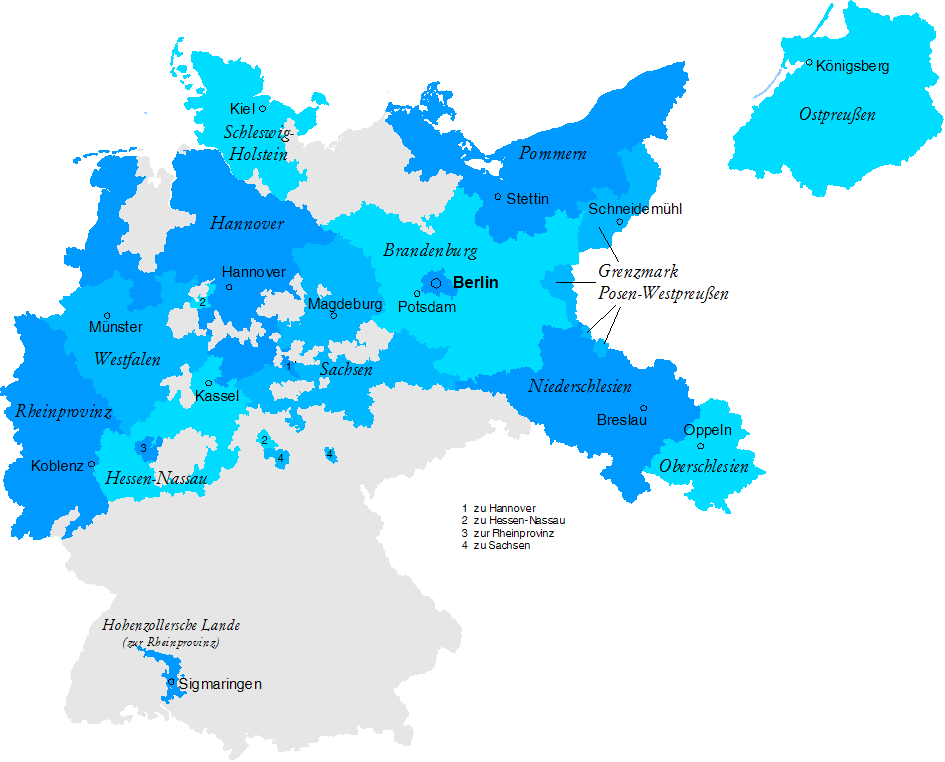
Provincias del Estado Libre de Prusia (1922-1928), integrado en la República de Weimar

Antes de la Primera Guerra Mundial, los Estados constituyentes del Imperio alemán eran 22 pequeñas monarquías, tres ciudades-estado republicanas y el Territorio Imperial de Alsacia y Lorena. Después de las pérdidas territoriales del Tratado de Versalles (1919) y la revolución alemana de 1918-1919, los Estados restantes continuaron existiendo como repúblicas. Los antiguos Ducados ernestinos continuaron brevemente como repúblicas antes de fusionarse para formar el estado de Turingia en 1920, a excepción de Sajonia-Coburgo, que se convirtió en parte de Baviera.
| Estado                                                             | Estado                                            | Capital       |
| ------------------------------------------------------------------ | ------------------------------------------------- | ------------- |
| Estados                                                            |                                                   |               |
|                                                                    | Anhalt                                            | Dessau        |
|                                                                    | Baden                                             | Karlsruhe     |
|                                                                    | Baviera (Bayern)                                  | Múnich        |
|                                                                    | Brunswick (Braunschweig)                          | Braunschweig  |
|                                                                    | Hesse (Hessen / Hessen-Darmstadt)                 | Darmstadt     |
|                                                                    | Lippe                                             | Detmold       |
|                                                                    | Mecklemburgo-Schwerin                             | Schwerin      |
|                                                                    | Mecklemburgo-Strelitz                             | Neustrelitz   |
|                                                                    | Oldemburgo                                        | Oldemburgo    |
|                                                                    | Prusia (Preußen)                                  | Berlín        |
|                                                                    | Coburgo (Coburg) – a Baviera en 1920              | Coburgo       |
|                                                                    | Sajonia (Sachsen)                                 | Dresde        |
|                                                                    | Schaumburg-Lippe                                  | Bückeburg     |
|                                                                    | Turingia (Thüringen) – desde 1920                 | Weimar        |
|                                                                    | Waldeck-Pyrmont – a Prusia en 1921/1929           | Arolsen       |
|                                                                    | Wurtemberg (Württemberg)                          | Stuttgart     |
| Estados que se fusionaron para conformar Turingia a partir de 1920 |                                                   |               |
|                                                                    | Reuss                                             | Gera          |
|                                                                    | Sajonia-Altenburgo (Sachsen-Altenburg)            | Altenburgo    |
|                                                                    | Sajonia-Gotha (Sachsen-Gotha)                     | Gotha         |
|                                                                    | Sajonia-Meiningen (Sachsen-Meiningen)             | Meiningen     |
|                                                                    | Sajonia-Weimar-Eisenach (Sachsen-Weimar-Eisenach) | Weimar        |
|                                                                    | Schwarzburgo-Rudolstadt                           | Rudolstadt    |
|                                                                    | Schwarzburgo-Sondershausen                        | Sondershausen |
| Ciudades Estados                                                   |                                                   |               |
|                                                                    | Bremen                                            |               |
|                                                                    | Hamburgo                                          |               |
|                                                                    | Lübeck                                            |               |